# Adán y Eva

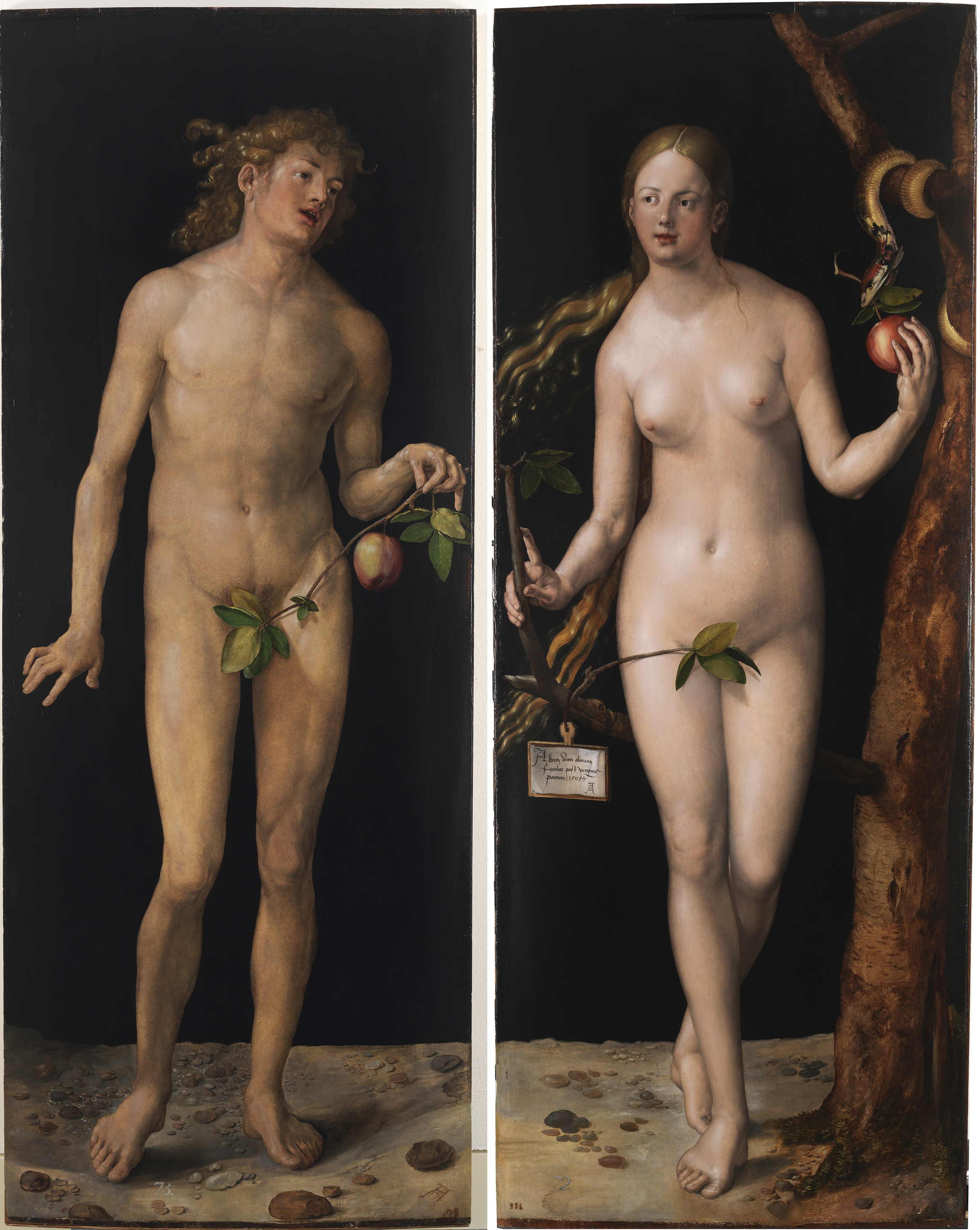
Adán y Eva, óleos de Alberto Durero, 1527, Museo del Prado, Madrid.

Adán y Eva, según el mito de la creación  de las religiones abrahámicas, fueron el primer hombre y mujer. Son fundamentales para la creencia de que la humanidad es en esencia una sola familia, descendiente todos de una pareja original de ancestros. También proporcionan la base para las doctrinas de la caída del hombre y el pecado original, que son creencias importantes en el cristianismo, aunque no compartidas en el judaísmo ni el islam.

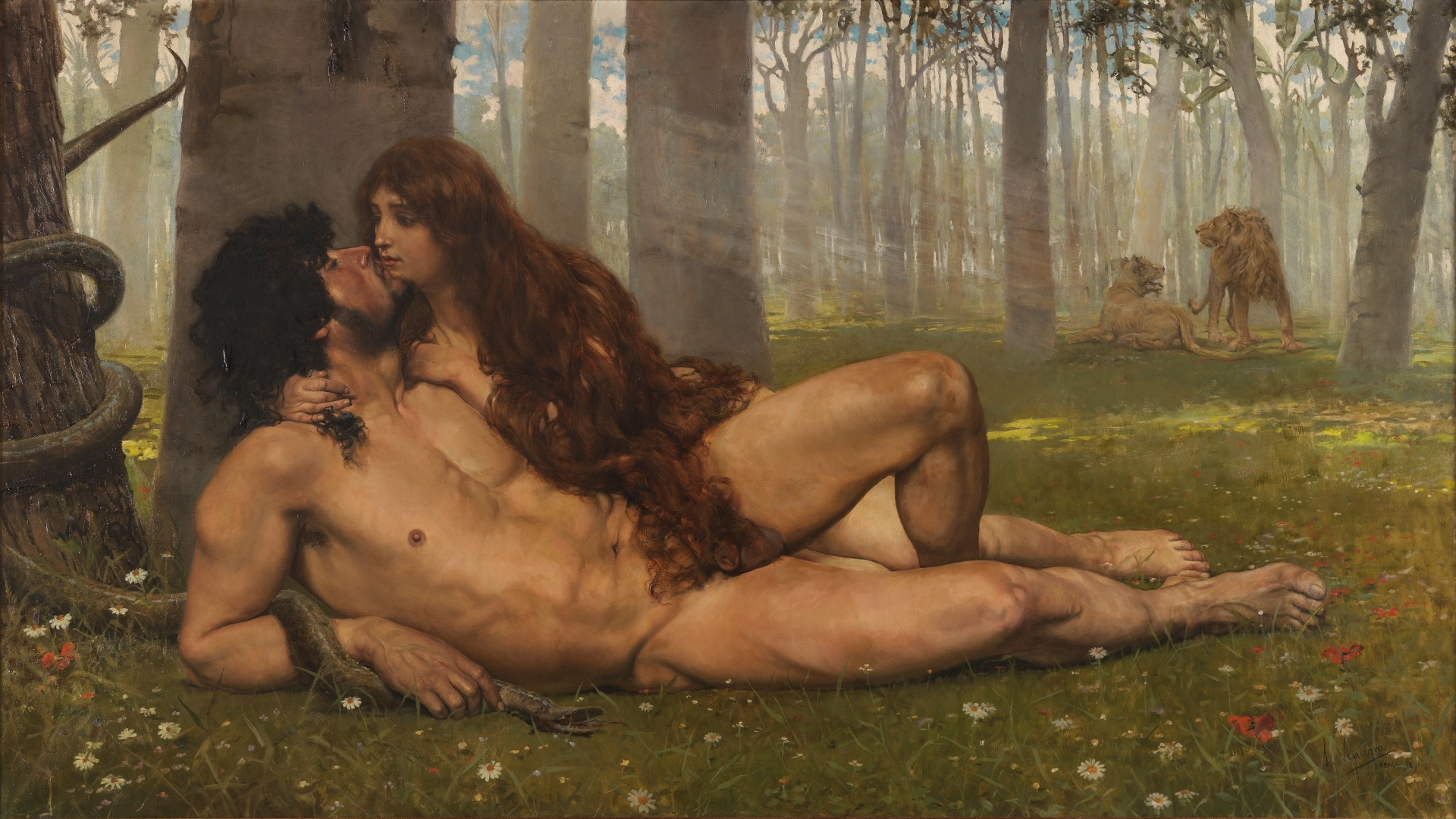
El primer beso, obra del pintor Salvador Viniegra, también conocida como Adan y Eva.

En el Libro del Génesis de la Biblia hebrea, capítulos uno a cinco, hay dos narrativas de la creación con dos perspectivas distintas. En la primera, Adán y Eva no son nombrados. En cambio, Dios creó a la humanidad a su imagen e instruyó multiplicarse y ser consejeros sobre todo lo demás que Dios había hecho. En la segunda narrativa, Dios forma a Adán del polvo y lo coloca en el Jardín del Edén. Se le dice a Adán que puede comer libremente de todos los árboles del jardín, excepto del árbol del conocimiento del bien y del mal. Posteriormente, Eva es creada a partir de una de las costillas (o el costado) de Adán para ser su compañera. Ellos son inocentes y sin vergüenza respecto a su desnudez. Sin embargo, una Serpiente del Jardín del Edén convence a Eva de comer del fruto del árbol prohibido, y ella le da a Adán parte del fruto. Estos actos no solo les otorgan conocimiento adicional, sino también la capacidad de conjurar conceptos negativos y destructivos como la vergüenza y el mal. Dios más tarde maldice a la serpiente y al suelo. Proféticamente, Dios le dice a la mujer y al hombre cuáles serán las consecuencias de su pecado de desobedecer a Dios. Luego los expulsa del Jardín del Edén.
Ni Adán ni Eva son mencionados en otras partes de las escrituras hebreas aparte de una sola lista de Adán en una genealogía en 1 Crónicas 1:1, sugiriendo que aunque su historia se añadió a la historia judía, tiene poco en común con ella. El mito experimentó una elaboración extensa en las tradiciones abrahámicas posteriores y ha sido ampliamente analizado por los estudiosos bíblicos modernos. Las interpretaciones y creencias respecto a Adán y Eva y la historia que los rodea varían entre religiones y sectas; por ejemplo, la versión islámica de la historia sostiene que Adán y Eva fueron igualmente responsables por su pecado de soberbia, en lugar de que Eva fuera la primera en ser infiel. La historia de Adán y Eva frecuentemente se representa en el arte y ha tenido una influencia importante en la literatura y la poesía.

## Narrativa de la Biblia Hebrea

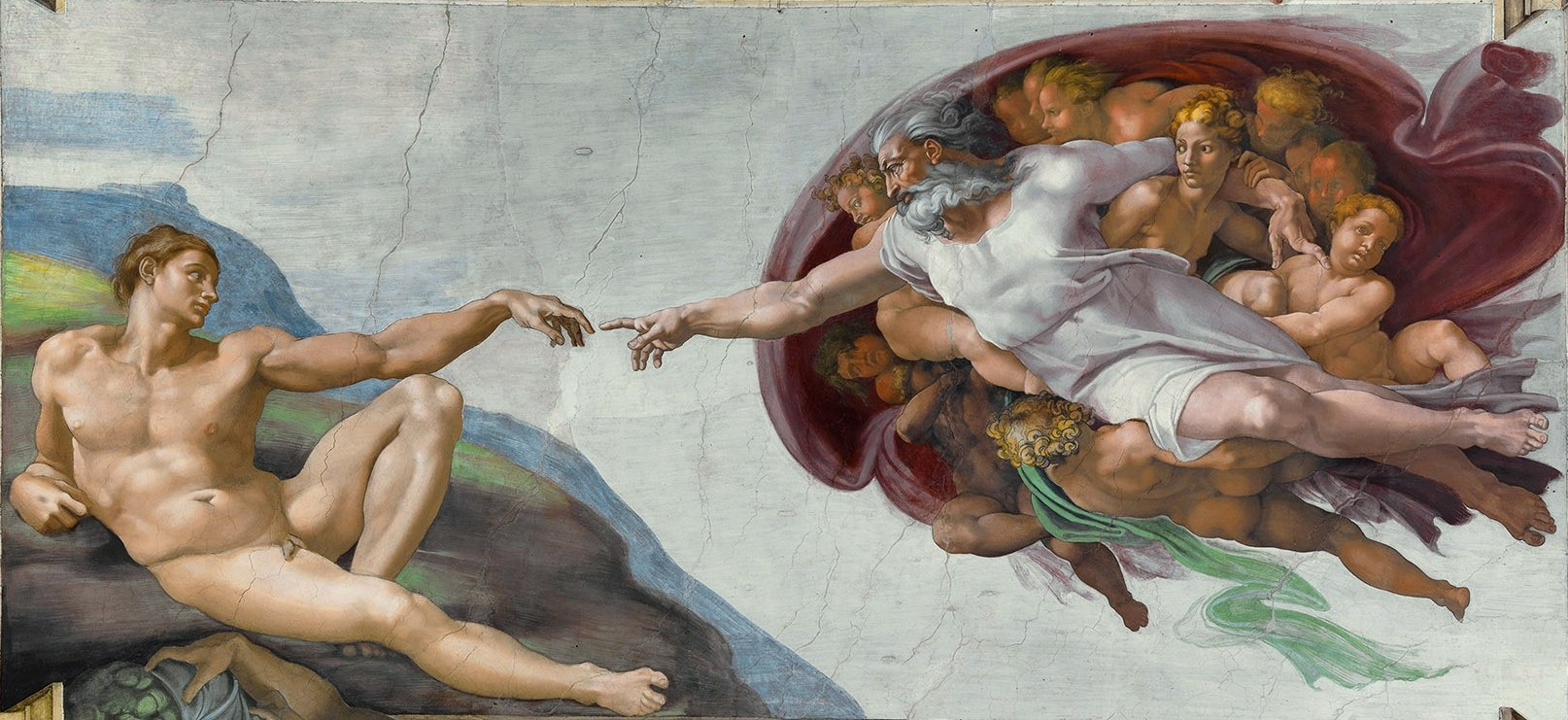
La creación de Adán representada en el techo de la Capilla Sixtina por Miguel Ángel, 1508–1512

Los capítulos iniciales del Libro del Génesis proporcionan una historia mítica de la infiltración del mal en el mundo. Dios coloca al primer hombre y a la primera mujer (Adán y Eva) en su Jardín del Edén, de donde son expulsados; sigue el primer asesinato, y la decisión de Dios de destruir el mundo y salvar solo a los justos Noé y sus hijos; una nueva humanidad desciende entonces de estos y se dispersa por todo el mundo, pero aunque el nuevo mundo es tan pecaminoso como el antiguo, Dios ha resuelto no volver a destruir el mundo por un diluvio, y la historia termina con Taré, el padre de Abraham, de quien descenderá el pueblo elegido de Dios, los Israelitas.

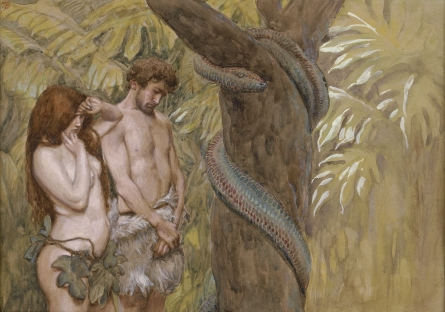
La caída, James Tissot, hacia 1900.

### Narrativa de la creación
Adán y Eva son el primer hombre y la primera mujer en la Biblia. El nombre de Adán aparece primero en Génesis 1 con un sentido colectivo, como "humanidad"; posteriormente, en Génesis 2-3, lleva el artículo definido ha, equivalente al 'the' en inglés, indicando que este es "el hombre". En estos capítulos, Dios forma "el hombre" (ha adam) del barro (adamah), sopla vida en sus fosas nasales y lo hace cuidador de la creación. Luego, Dios crea para el hombre una ezer kenegdo, una "ayuda correspondiente a él", de su costado o costilla. La palabra 'costilla' es un juego de palabras en sumerio, ya que la palabra ti significa tanto 'costilla' como 'vida'. sin embargo igualmente se debe considerar que en el texto en hebreo se usa la palabra "צֵלָע" (tsela), que tiene varios significados en la Biblia, ya que no solo puede referirse a una costilla (como en la interpretación tradicional que se le da a este pasaje a partir de las traducciones griegas), sino que igual se utiliza para indicar el costado o lado de algo, siendo este uso de la palabra el mas utilizado en la biblia, y el que da ha entender una igualdad entre Adan y Eva, al ser un lado equivalente del otro. Ella es llamada ishsha, "mujer", porque, según el texto, es formada de ish, "hombre". El hombre la recibe con alegría, y se nos dice que desde este momento un hombre dejará a sus padres para "apegarse" a una mujer, y los dos se convertirán en una sola carne.

### La Caída

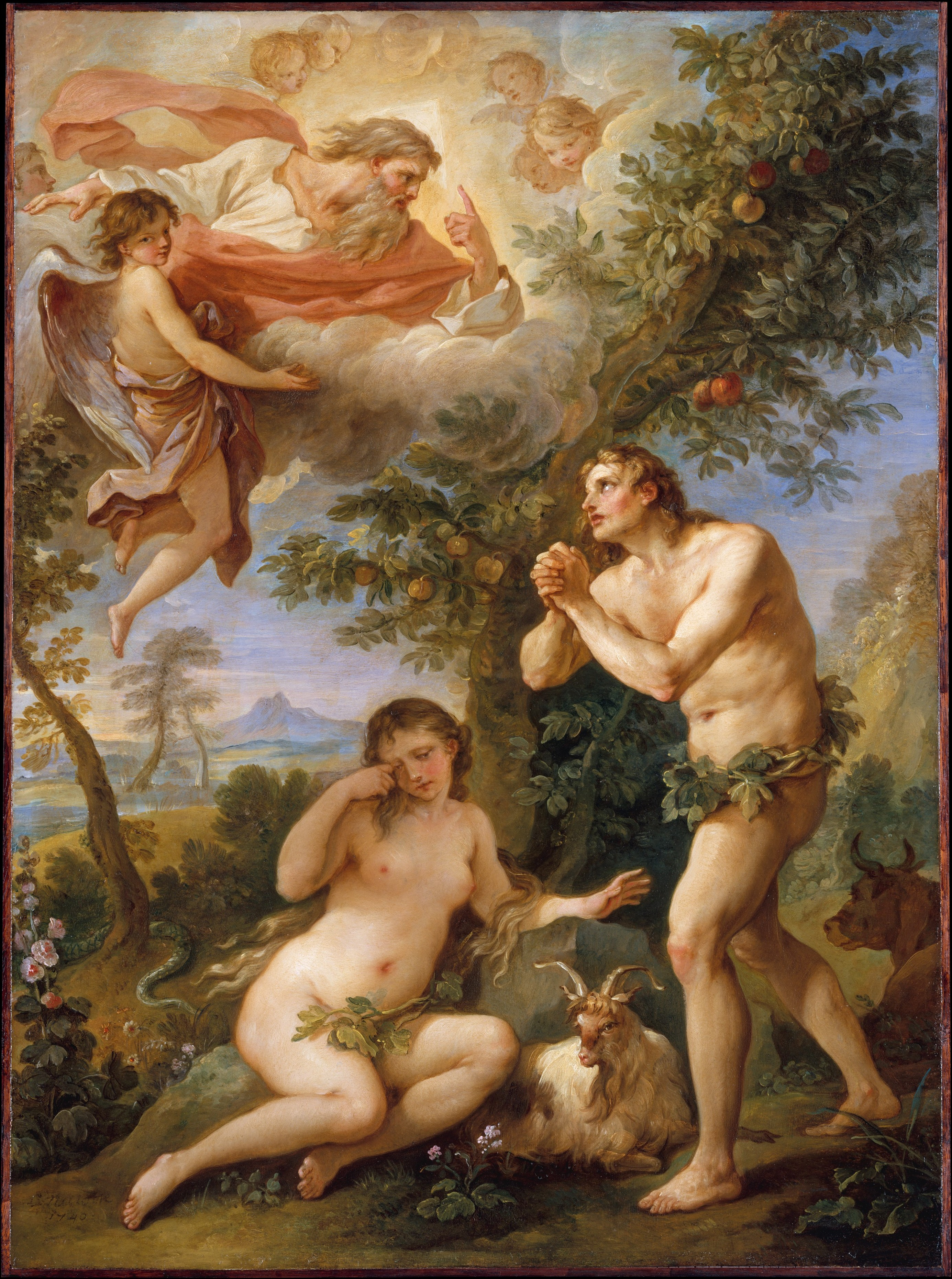
La Reprensión de Adán y Eva, Natoire, 1740

El primer hombre y mujer están en el Jardín del Edén de Dios, donde toda la creación es vegetariana y no hay violencia. Se les permite comer los frutos de todos los árboles excepto uno, el árbol del conocimiento del bien y del mal. La mujer es tentada por una serpiente que habla para que coma el fruto prohibido, y le da un poco al hombre, quien también come. (Contrariamente al mito popular, ella no engaña al hombre, quien parece haber estado presente en el encuentro con la serpiente). Dios maldice a los tres: al hombre a una vida de trabajo duro seguida por la muerte, a la mujer al dolor del parto y a la sumisión a su marido, y a la serpiente a arrastrarse sobre su vientre y sufrir la enemistad tanto del hombre como de la mujer. Luego, Dios viste la desnudez del hombre y la mujer, quienes se han vuelto semejantes a Dios al conocer el bien y el mal, y los destierra del jardín para que no coman del fruto de un segundo árbol, el árbol de la vida, y vivan para siempre.

### Expulsión del Edén
La historia continúa en Génesis 3 con la narrativa de "expulsión del Edén". Un análisis de forma de Génesis 3 revela que esta parte de la historia puede caracterizarse como una parábola o "cuento de sabiduría" en la tradición de la sabiduría. Las direcciones poéticas del capítulo pertenecen a un tipo especulativo de sabiduría que cuestiona las paradojas y las duras realidades de la vida. Esta caracterización está determinada por el formato narrativo, los ajustes y la trama. La forma de Génesis 3 también está moldeada por su vocabulario, haciendo uso de varios juegos de palabras y dobles sentidos.
La narrativa de la expulsión del Edén comienza con un diálogo entre la mujer y una serpiente, identificada en Génesis 3:1 como un animal más astuto que cualquier otro creado por Dios, aunque Génesis no identifica a la serpiente con Satanás. La mujer está dispuesta a hablar con la serpiente y responde al cinismo de la criatura repitiendo la prohibición de Dios de comer del fruto del árbol del conocimiento (Génesis 2:17). La mujer es seducida al diálogo en los términos de la serpiente, que disputa directamente el mandato de Dios. La serpiente asegura a la mujer que Dios no la dejará morir si come del fruto, y además, que si lo come, "se abrirán sus ojos" y "será como Dios, conociendo el bien y el mal" (Génesis 3:5). La mujer ve que el fruto del árbol del conocimiento es agradable a la vista y que sería deseable adquirir sabiduría comiéndolo. La mujer come del fruto y da también al hombre (Génesis 3:6). Con esto, el hombre y la mujer reconocen su propia desnudez, y hacen vestiduras de hojas de higuera (Génesis 3:7).

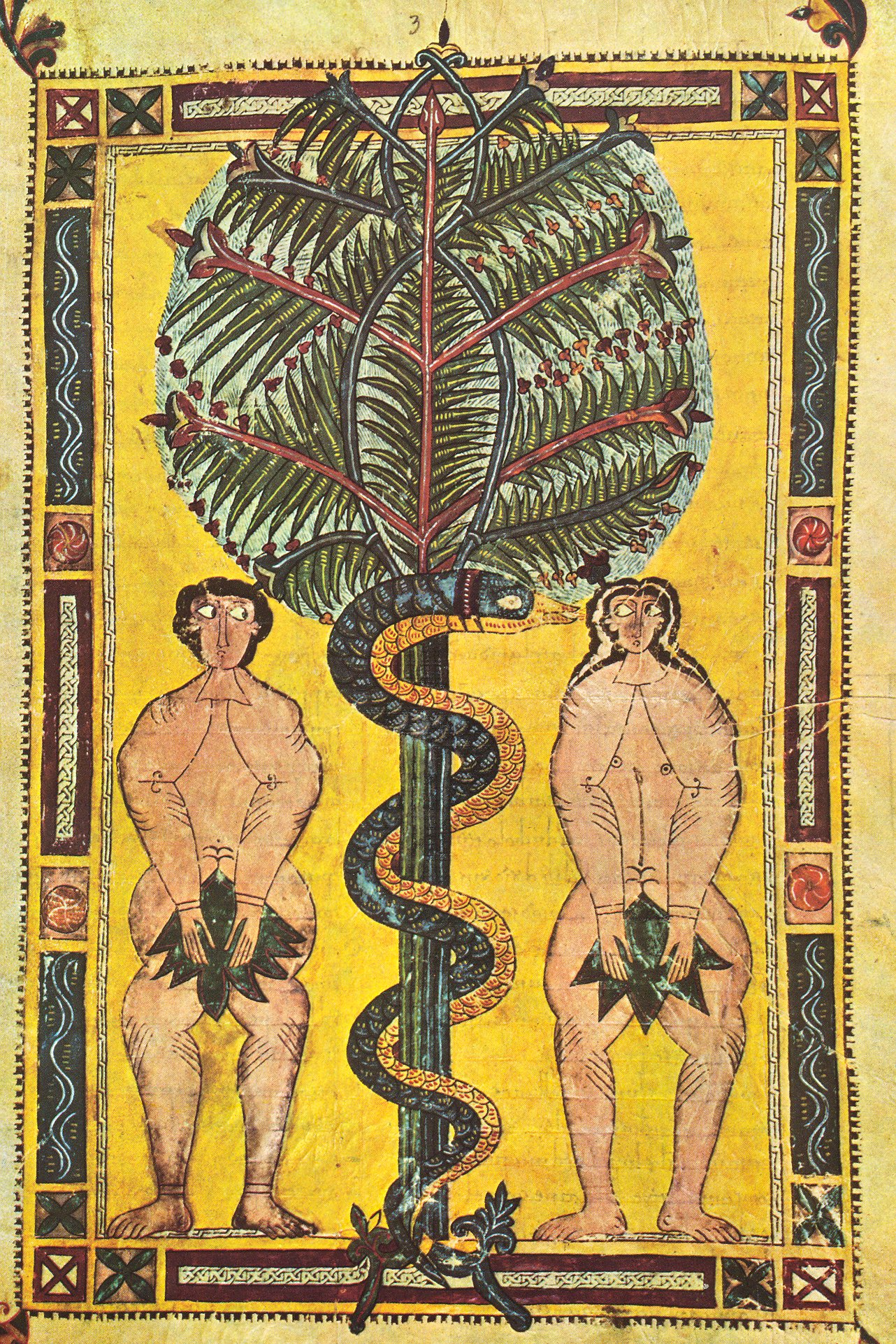
Adán y Eva en un manuscrito iluminado (c. 950)

En el siguiente diálogo narrativo, Dios interroga al hombre y a la mujer (Génesis 3:8–13), y Dios inicia un diálogo llamando al hombre con una pregunta retórica diseñada para considerar su mal comportamiento. El hombre explica que se escondió en el jardín por miedo porque se dio cuenta de su propia desnudez (Génesis 3:10). Esto es seguido por dos preguntas retóricas más diseñadas para mostrar la conciencia de una desobediencia al mandato de Dios. Luego, el hombre señala a la mujer como la verdadera culpable, e insinúa que Dios es responsable de la tragedia porque la mujer le fue dada por Dios (Génesis 3:12). Dios desafía a la mujer a explicarse, y ella traslada la culpa a la serpiente (Génesis 3:13).
Luego se pronuncian tres juicios divinos contra todos los culpables (Génesis 3:14–19). Se pronuncia un oráculo de juicio y la naturaleza del crimen primero recae sobre la serpiente, luego sobre la mujer, y finalmente sobre el hombre. A la serpiente, Dios le impone una maldición divina. La mujer recibe penalidades que afectan sus dos roles principales: experimentará dolores en el parto y, aunque deseará a su marido, él dominará sobre ella. La penalidad del hombre resulta en que Dios maldice la tierra de la cual fue tomado, y luego recibe un oráculo de muerte, aunque en el texto no se ha descrito al hombre como inmortal.: 18  Abruptamente, en el flujo del texto, en Génesis 3:20, el hombre llama a la mujer "Eva" (hebreo hawwah), "porque ella fue la madre de todos los vivientes". Dios hace vestiduras de piel para Adán y Eva (Génesis 3:20).
La estructura de quiasmo del oráculo de muerte dado a Adán en Génesis 3:19 es un vínculo entre la creación del hombre a partir del "polvo" (Génesis 2:7) y el "retorno" de sus comienzos: "regresarás al suelo, pues de él fuiste tomado, porque polvo eres, y al polvo volverás".
La cuenta del jardín termina con un monólogo intradivino, determinando la expulsión de la pareja y la ejecución de esa deliberación (Génesis 3:22–24). La razón dada para la expulsión fue evitar que el hombre comiera del árbol de la vida y se volviera inmortal: "He aquí, el hombre ha venido a ser como uno de nosotros, conociendo el bien y el mal; y ahora, no sea que alargue su mano, y tome también del árbol de la vida, y coma, y viva para siempre" (Génesis 3:22).: 18  Dios destierra a Adán y Eva del Edén e instala a los querubines (seres sobrenaturales que proporcionan protección) y la "espada de fuego que se revuelve" para custodiar la entrada (Génesis 3:24).

### Descendencia
Génesis 4 narra la vida fuera del jardín, incluyendo el nacimiento de los primeros hijos de Adán y Eva, Caín y Abel, y la historia del primer asesinato. Un tercer hijo, Set, nace de Adán y Eva, y Adán tuvo "otros hijos e hijas" (Génesis 5:4). Génesis 5 lista los descendientes de Adán desde Set hasta Noé con sus edades al nacimiento de sus primeros hijos y sus edades al morir. La edad de Adán al morir se registra como 930 años. Según el Libro de los Jubileos, Caín se casó con su hermana Awan, una hija de Adán y Eva.

## Historia textual
La Historia Primeval forma los capítulos iniciales de la Torá, los cinco libros que componen la historia de los orígenes de Israel. Esta alcanzó algo similar a su forma actual en el siglo V a. C., pero Génesis 1-11 muestra poca relación con el resto de la Biblia: por ejemplo, los nombres de sus personajes y su geografía - Adán (hombre) y Eva (vida), la Tierra de Nod ("Vagabundeo"), y así sucesivamente - son simbólicos en lugar de reales, y casi ninguna de las personas, lugares e historias mencionadas en ella se encuentran en otro lugar. Esto ha llevado a los estudiosos a suponer que la Historia forma una composición tardía adjunta a Génesis y al Pentateuco para servir como introducción. Qué tan tardío es este tema de debate: en un extremo están aquellos que lo ven como un producto del período helenístico, en cuyo caso no puede ser anterior a las primeras décadas del siglo IV a. C.; por otro lado, la fuente yahvista ha sido datada por algunos estudiosos, notablemente  John Van Seters, en el período exílico pre-persa (siglo VI a. C.) precisamente porque la Historia Primeval contiene tanta influencia babilónica en forma de mito.

## Tradiciones abrahámicas

### Judaísmo
En el judaísmo antiguo también se reconoce que existen dos relatos distintos sobre la creación del hombre. El primer relato dice "macho y hembra los creó [Dios]", implicando una creación simultánea, mientras que el segundo relato afirma que Dios creó a Eva después de crear a Adán. El Midrash Rabá - Génesis VIII:1 reconcilió ambos relatos afirmando que Génesis 1, "macho y hembra los creó", indica que Dios creó originalmente a Adán como un hermafrodita, tanto corporal como espiritualmente, como macho y hembra, antes de crear a los seres separados de Adán y Eva. Otros rabinos sugirieron que Eva y la mujer del primer relato eran dos individuos diferentes, identificando a la primera como Lilith, una figura descrita en otros lugares como un demonio nocturno.
Según la creencia judía tradicional, Adán y Eva están enterrados en la Cueva de Macpelá, en Hebrón.
En HE "Dios insufló en las fosas nasales del hombre, y fue un nefesh hayya", significando algo similar a la palabra inglesa "ser", en el sentido de un cuerpo corpóreo capaz de vida; el concepto de un "alma" en el sentido moderno no existía en el pensamiento hebreo hasta alrededor del siglo II a. C., cuando la idea de una resurrección corporal ganó popularidad.

### Cristianismo

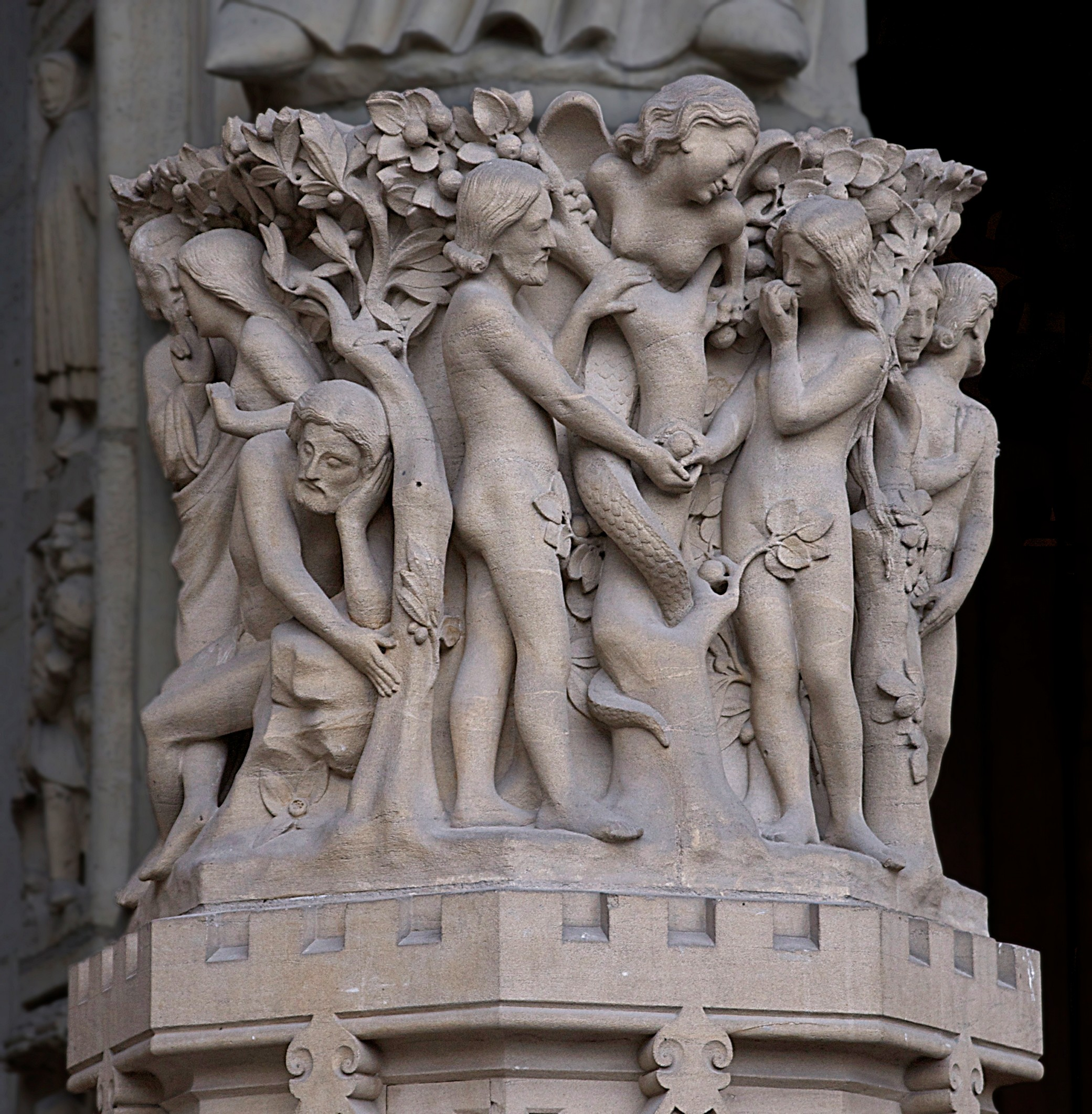
Adán, Eva y la serpiente (femenina), a menudo identificada como Lilith, en la entrada de la Catedral de Notre Dame en París

Algunos primeros padres de la iglesia cristiana responsabilizaban a Eva por la Caída del hombre y consideraban que todas las mujeres subsiguientes fueron las primeras pecadoras porque Eva tentó a Adán a cometer el tabú. "Eres la puerta del diablo", les dijo Tertuliano a sus lectoras femeninas, y continuó explicando que eran responsables de la muerte de Cristo: "A causa de tu abandono [es decir, castigo por el pecado, es decir, muerte], incluso el Hijo de Dios tuvo que morir." En 1486, los dominicos Kramer y Sprengler utilizaron tratos similares en Malleus Maleficarum ("Martillo de las Brujas") para justificar la persecución de "brujas".
El arte cristiano medieval a menudo representaba a la Serpiente Edénica como una mujer (a menudo identificada como Lilith), enfatizando tanto la seducción de la serpiente como su relación con Eva. Varios primeros Padres de la Iglesia, incluidos Clemente de Alejandría y Eusebio de Cesarea, interpretaron el hebreo "Heva" no solo como el nombre de Eva, sino también en su forma aspirada como "serpiente hembra".
Basado en la doctrina cristiana de la Caída del hombre, surgió la doctrina del pecado original. San Agustín de Hipona (354-430), trabajando con la Epístola a los Romanos, interpretó que el Apóstol Pablo afirmaba que el pecado de Adán era hereditario: "La muerte entró en todos los hombres por culpa de Adán, en quien todos pecaron", Romanos 5:12 El pecado original se convirtió en un concepto según el cual el hombre nace en un estado de pecaminosidad y debe esperar la redención. Esta doctrina se convirtió en piedra angular de la tradición teológica cristiana occidental, aunque no es compartida por el judaísmo ni por las iglesias ortodoxas.
A lo largo de los siglos, se desarrolló un sistema de creencias cristianas únicas a partir de estas doctrinas. El bautismo se entendió como un lavado del pecado hereditario en muchas iglesias, aunque su simbolismo original aparentemente era el de un renacimiento. Además, se interpretó que la serpiente que tentó a Eva era Satanás, o que Satanás usaba a la serpiente como un portavoz, aunque no hay mención de esta identificación en la Torá y no es sostenida por el judaísmo.
Además de desarrollar la teología de los protoplastos, la Iglesia medieval también amplió la narrativa histórica en una vasta tradición de libros de Adán, que agregan detalles a la caída y relatan su vida después de la expulsión del Edén. Estos continúan en la Leyenda de la Cruz, que trata sobre el retorno de Seth al Paraíso y los eventos posteriores relacionados con la madera del árbol de la vida. Estas historias fueron ampliamente creídas en Europa hasta los tiempos modernos tempranos.
Respecto a la existencia real de los progenitores, al igual que otras narrativas contenidas en Génesis, la Iglesia Católica enseña que Adán y Eva fueron seres humanos históricos, personalmente responsables del pecado original. Esta posición fue clarificada por Papa Pío XII en la encíclica Humani Generis, donde el Papa condenó la teoría del poligenismo y afirmó que el pecado original proviene "de un pecado realmente cometido por un individuo Adán". A pesar de esto, el Humani Generis también establece que la creencia en la evolución no está en contradicción con la doctrina católica; esto ha llevado a una aceptación gradual de la evolución teísta entre teólogos católicos romanos e independientes, una posición que ha sido fomentada por Papa Juan Pablo II, Papa Benedicto XVI y Papa Francisco.
Algunos eruditos cristianos, como John H. Walton, sugieren que los relatos de Adán y Eva contienen un núcleo histórico, pero que, sin embargo, su propósito principal es teológico y simbólico, más que un relato histórico exacto. Walton también señala que el texto parece indicar la existencia de otros seres humanos además de la familia de Adán. Con base en ello, así como en un análisis del hebreo y del contexto cultural, Walton sostiene que Génesis 1 no describe una creación ex nihilo, y que Génesis 2 debería entenderse más como una «secuela» del primer capítulo de Génesis, en lugar de una recapitulación de los versículos 26-30 del primer capítulo. Walton concluye que Adán y Eva no serían los primeros seres humanos en un sentido literal. 

### Islam

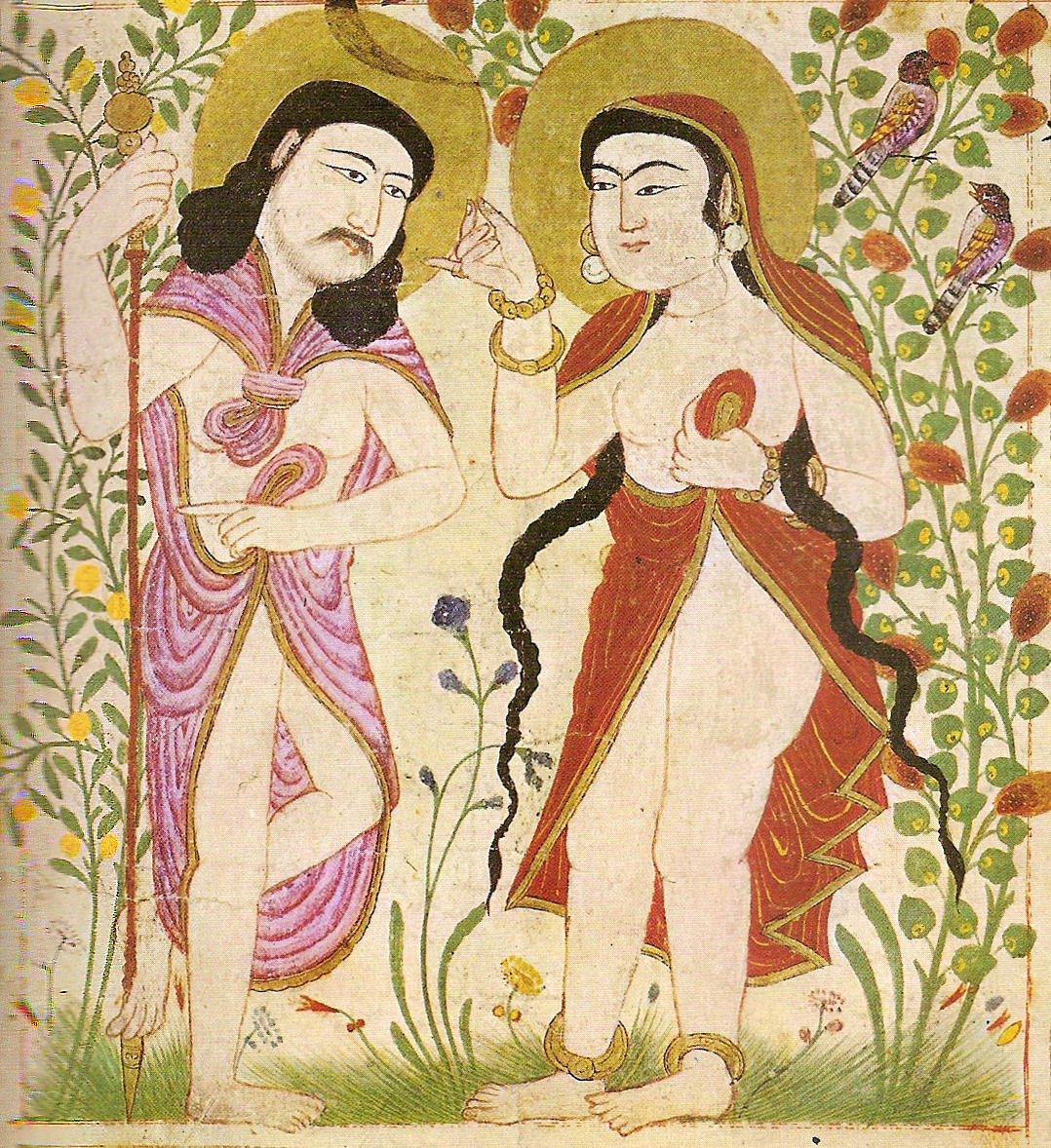
Pintura de Manafi al-Hayawan (Los Animales Útiles), representando a Adán y Eva. De Maragheh en Irán, 1294–99

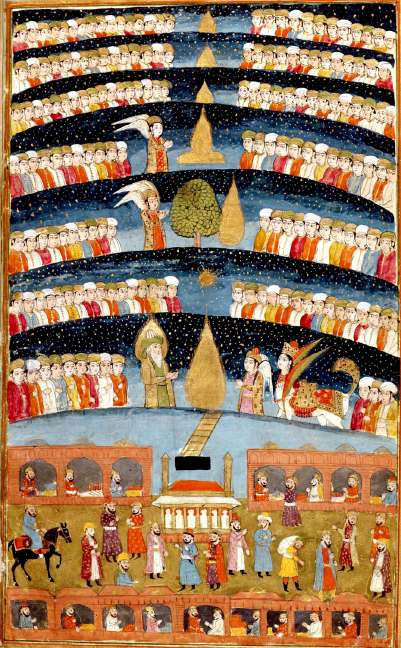
Representación artística del "Paraíso de Mahoma". Una miniatura persa de La historia de Mahoma, Biblioteca Nacional de Francia, París.

En el Islam, Adán (; en árabe: آدم‎), cuyo rol es ser el padre de la humanidad, es venerado por los musulmanes. Eva (; Árabe:  حواء ) es la "madre de la humanidad". La creación de Adán y Eva es mencionada en el , aunque diferentes intérpretes del Corán ofrecen diferentes puntos de vista sobre la historia real de la creación (Corán, Surat al-Nisaʼ, versículo 1).
En el tafsir de al-Qummi sobre el Jardín del Edén, tal lugar no era completamente terrenal. Según el , tanto Adán como Eva comieron del fruto prohibido en un Edén Yanna. Como resultado, ambos fueron enviados a la Tierra como representantes de Dios. Cada persona fue enviada a una cima de montaña: Adán a al-Safa, y Eva a al-Marwah. En esta tradición islámica, Adán lloró durante 40 días hasta que se arrepintió, después de lo cual Dios envió la Piedra Negra, enseñándole el Hayy. Según un hadiz profético, Adán y Eva se reunieron en la llanura de Arafat, cerca de La Meca. Tuvieron varios hijos, en particular, Qabil y Habil. También existe una leyenda sobre un hijo menor, llamado Rocail, quien creó un palacio y sepulcro que contenía estatuas autónomas que vivían las vidas de los hombres de manera tan realista que se les confundía con tener almas.
El concepto de "pecado original" no existe en el Islam porque, según el Islam, Adán y Eva fueron perdonados por Dios. Cuando Dios ordenó a los ángeles que se inclinaran ante Adán, Iblīs cuestionó: "¿Por qué debería inclinarme ante el hombre? Yo estoy hecho de fuego puro y él está hecho de tierra."  Los movimientos liberales dentro del Islam han visto el mandato de Dios de que los ángeles se inclinen ante Adán como una exaltación de la humanidad, y como un medio de apoyar los derechos humanos; otros lo ven como un acto de mostrarle a Adán que el mayor enemigo de los humanos en la tierra será su ego.
En la cultura literatura suajili, Eva comió del árbol prohibido, causando así su expulsión, después de ser tentada por Iblis. Acto seguido, Adán heroicamente también come del fruto prohibido para seguir a Eva y protegerla en la tierra.

### Fe Baháʼí
En la Fe Baháʼí, Adán es considerado la primera Manifestación de Dios. El relato de Adán y Eva se interpreta como simbólico. En Some Answered Questions, 'Abdu'l-Bahá rechaza una lectura literal y afirma que la historia contiene "misterios divinos y significados universales". Adán simboliza "el espíritu de Adán", Eva simboliza "su propio ser", el Árbol del Conocimiento simboliza "el mundo material", y la serpiente simboliza "el apego al mundo material". La caída de Adán representa así la manera en que la humanidad llegó a ser consciente del bien y del mal. En otro sentido, Adán y Eva representan la Voluntad y Determinación de Dios, las primeras dos de las siete etapas de la Acción Creativa Divina.

## Historicidad

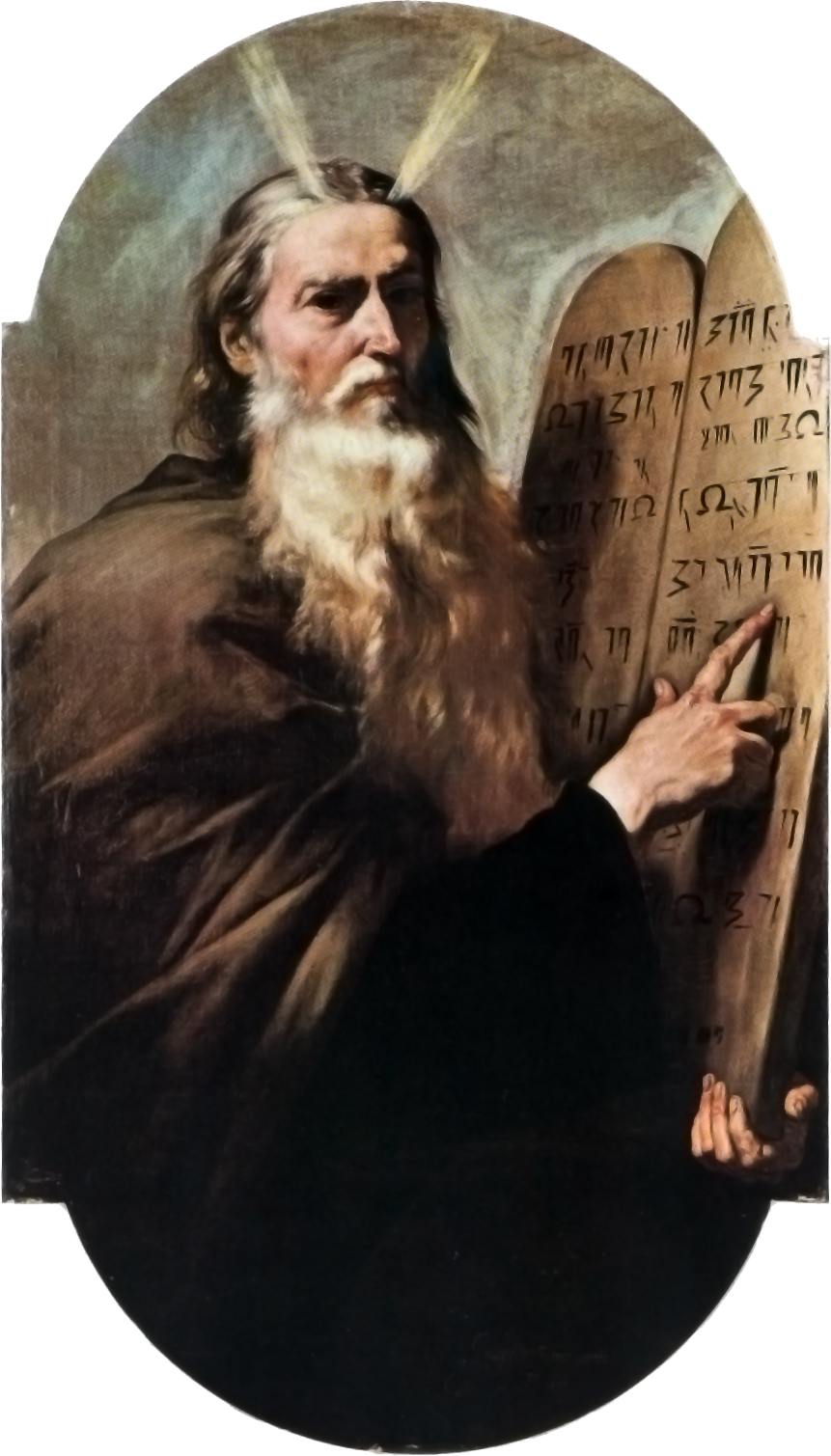
Moisés, de José de Ribera (1638)

Mientras que una visión tradicional atribuye el Libro del Génesis a la autoría de Moisés, los estudiosos modernos consideran la narrativa de la creación en Génesis como uno de varios antiguos mitos de los orígenes.
El análisis como la hipótesis documental sugiere también que el texto es el resultado de la compilación de múltiples tradiciones anteriores, explicando contradicciones aparentes. Otras historias del mismo libro canónico, como el relato del diluvio en Génesis, también se entienden como influenciadas por literatura más antigua, con paralelismos en el antiguo Epopeya de Gilgamesh.

## Adamo cromosómico Y y Eva mitocondrial
Los desarrollos científicos dentro de las ciencias naturales han mostrado evidencia de que los humanos, al igual que todas las demás especies vivas y extintas, comparten un ancestro común y evolucionaron a través de procesos naturales durante miles de millones de años, diversificándose en las formas de vida que conocemos hoy en día.
En biología, los ancestros comunes más recientes de los humanos, rastreados utilizando el cromosoma Y para la línea masculina y el ADN mitocondrial para la línea femenina, son comúnmente conocidos como Adán cromosómico Y y Eva mitocondrial, respectivamente. Los humanos anatómicamente modernos surgieron en África aproximadamente hace 300 000 años. La ancestra común más reciente por línea matrilineal vivió hace aproximadamente 155 000 años, mientras que el ancestro común más reciente por línea patrilineal vivió hace aproximadamente 200 000 a 300 000 años. estos no bifurcan de una única pareja en la misma época si bien los nombres eran dados

## Artes y literatura

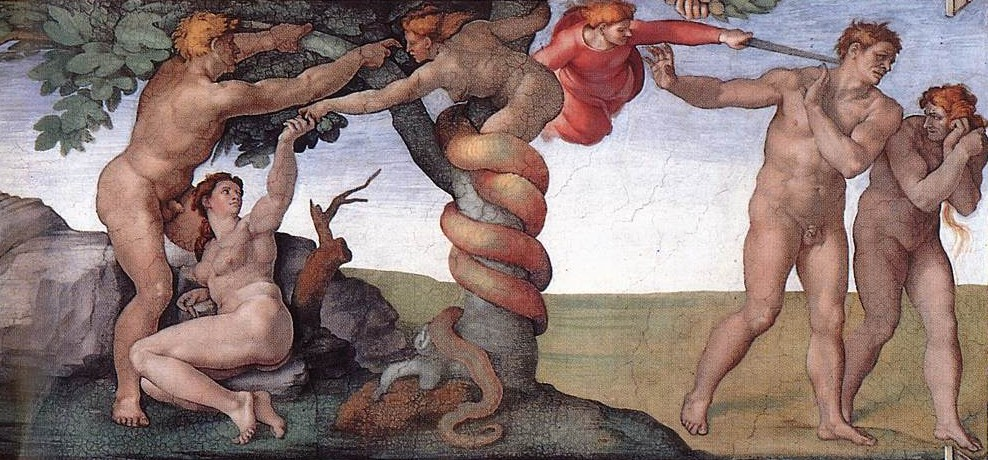
La caída de Adán y Eva como se representa en el techo de la Capilla Sixtina

La Paradise Lost de John Milton, un famoso poema épico del siglo XVII escrito en verso blanco, explora y elabora detalladamente la historia de Adán y Eva. A diferencia del Adán bíblico, el Adán de Milton recibe una visión del futuro de la humanidad por el arcángel Miguel antes de tener que dejar el Paraíso.
Mark Twain escribió diarios humorísticos y satíricos para Adán y Eva en El diario de Eva (1906) y La vida privada de Adán y Eva (1931), publicado póstumamente.
El relato de 1940 de C. L. Moore, Fruto del conocimiento, es una relectura de la Caída del hombre como un triángulo amoroso entre Lilith, Adán y Eva, donde el acto de Eva al comer la fruta prohibida resulta de manipulaciones erróneas por parte de la celosa Lilith, quien esperaba desacreditar a su rival y ser destruida por Dios para así recuperar el amor de Adán.
En el musical de Stephen Schwartz de 1991 Children of Eden, "Padre" (Dios) crea a Adán y Eva al mismo tiempo y los considera sus hijos. Incluso les ayuda a nombrar a los animales. Cuando Eva es tentada por la serpiente y come la fruta prohibida, Padre hace que Adán elija entre Él y el Edén, o Eva. Adán elige a Eva y come la fruta, lo que lleva a Padre a desterrarlos al desierto y destruir el Árbol del Conocimiento, del cual Adán talla un bastón. Eva da a luz a Caín y Abel, y Adán prohíbe a sus hijos cruzar la cascada con la esperanza de que Padre los perdone y los devuelva al Edén. Cuando Caín y Abel crecen, Caín rompe su promesa y cruza la cascada, encontrando piedras gigantes hechas por otros humanos, que lleva a la familia a ver, y Adán revela su descubrimiento del pasado: durante su infancia, descubrió a estos humanos, pero lo mantuvo en secreto. Intenta prohibirle a Caín que los busque, lo que hace que Caín se enoje y trate de atacar a Adán, pero en cambio vuelca su ira sobre Abel cuando intenta detenerlo y lo mata. Más tarde, cuando una anciana Eva intenta hablar con Padre, cuenta cómo Adán buscó continuamente a Caín y, después de muchos años, muere y es enterrado debajo de la cascada. Eva también dio a luz a Set, lo que amplió las generaciones de ella y de Adán. Finalmente, Padre le habla para llevarla a casa. Antes de morir, da su bendición a todas sus generaciones futuras y pasa el bastón de Adán a Set. Padre abraza a Eva y ella también se reúne con Adán y Abel. Los elencos más pequeños generalmente tienen a los actores interpretando a Adán y Eva también como Noé y Mamá Noé.

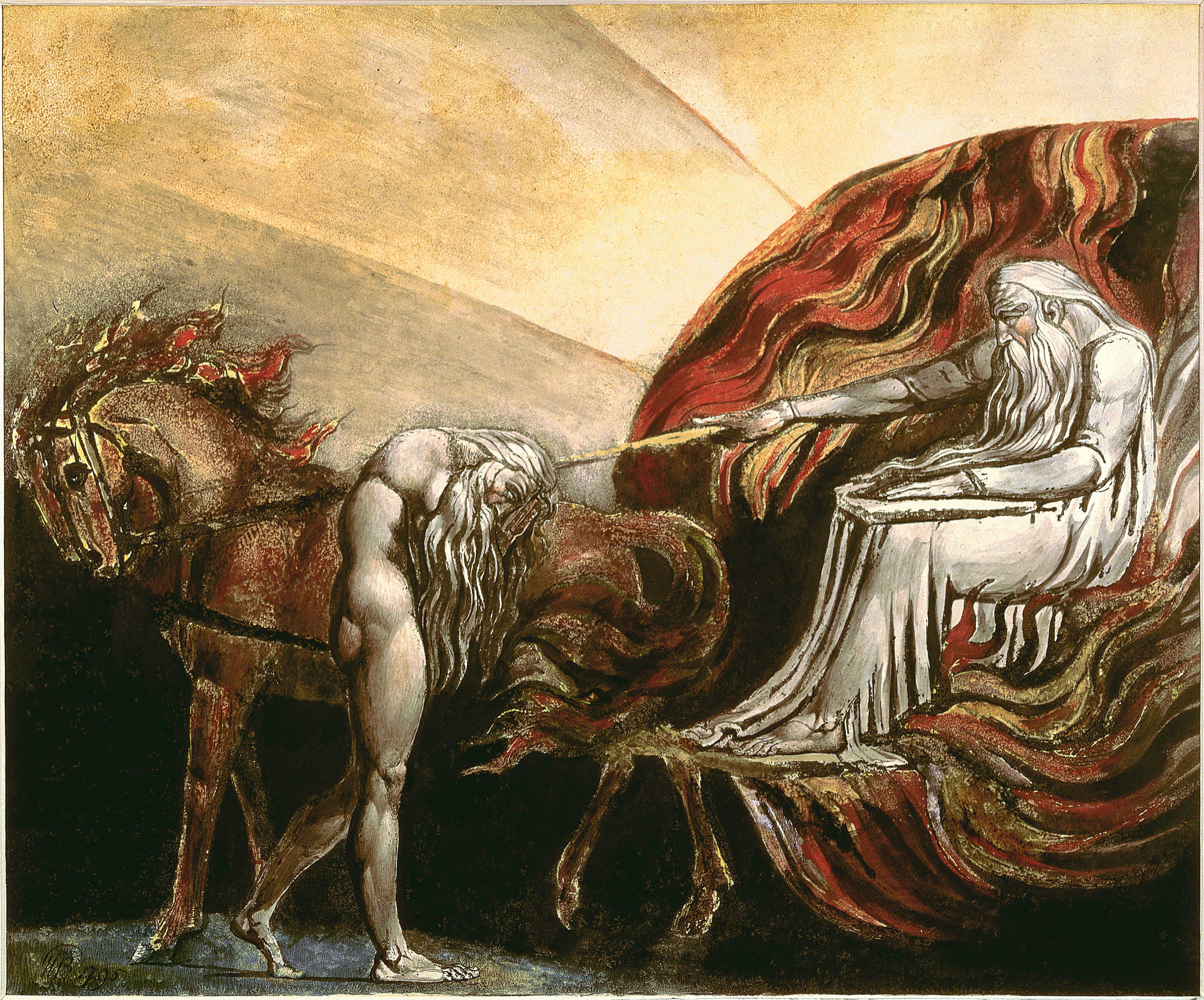
Dios juzgando a Adán por William Blake, 1795, Colección Tate

En la novela de Ray Nelson El progreso de Blake, el poeta William Blake y su esposa Kate viajan al fin del tiempo donde el demoníaco Urizen les ofrece su propia reinterpretación de la historia bíblica: "En esta pintura ves a Adán y Eva escuchando la sabiduría de su buen amigo y consejero, la serpiente. Uno podría decir que él fue su Salvador. Les dio libertad, y les habría dado vida eterna si se lo hubieran permitido."[cita requerida]
John William "Tío Jack" Dey pintó Adán y Eva abandonan el Edén (1973), utilizando rayas y toques de color puro para evocar los exuberantes alrededores del Edén.
En la novela de ciencia ficción de C.S. Lewis de 1943 Perelandra, la historia de Adán y Eva se reinterpreta en el planeta Venus, pero con un final diferente. Una pareja de piel verde, destinada a ser los ancestros de la humanidad venusiana, vive en inocencia desnuda en maravillosas islas flotantes que son el Edén venusiano; un científico terrestre poseído demoníacamente llega en una nave espacial, actuando como la serpiente e intentando tentar a la Eva venusiana a desobedecer a Dios; pero el protagonista, el académico de Cambridge Ransom, logra frustrarlo, asegurando así un futuro glorioso para la humanidad venusiana, libre del pecado original.

### Galería de imágenes

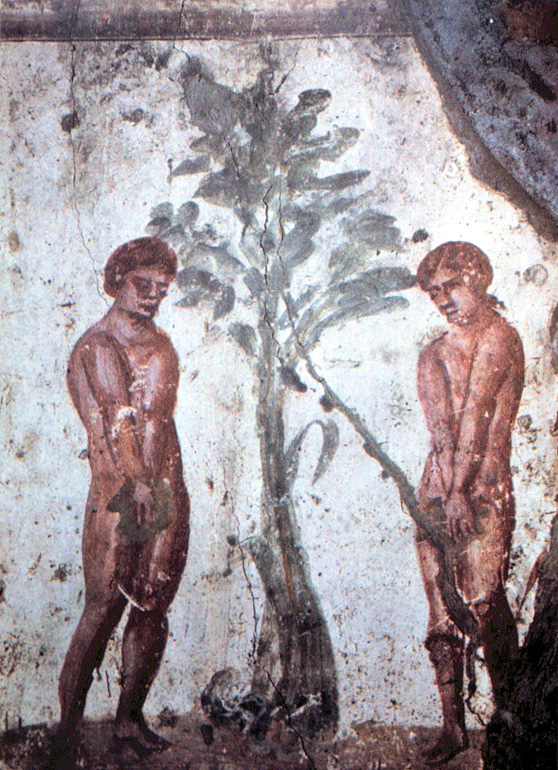
Representación cristiana temprana de Adán y Eva en las Catacumbas de Marcelino y Pedro
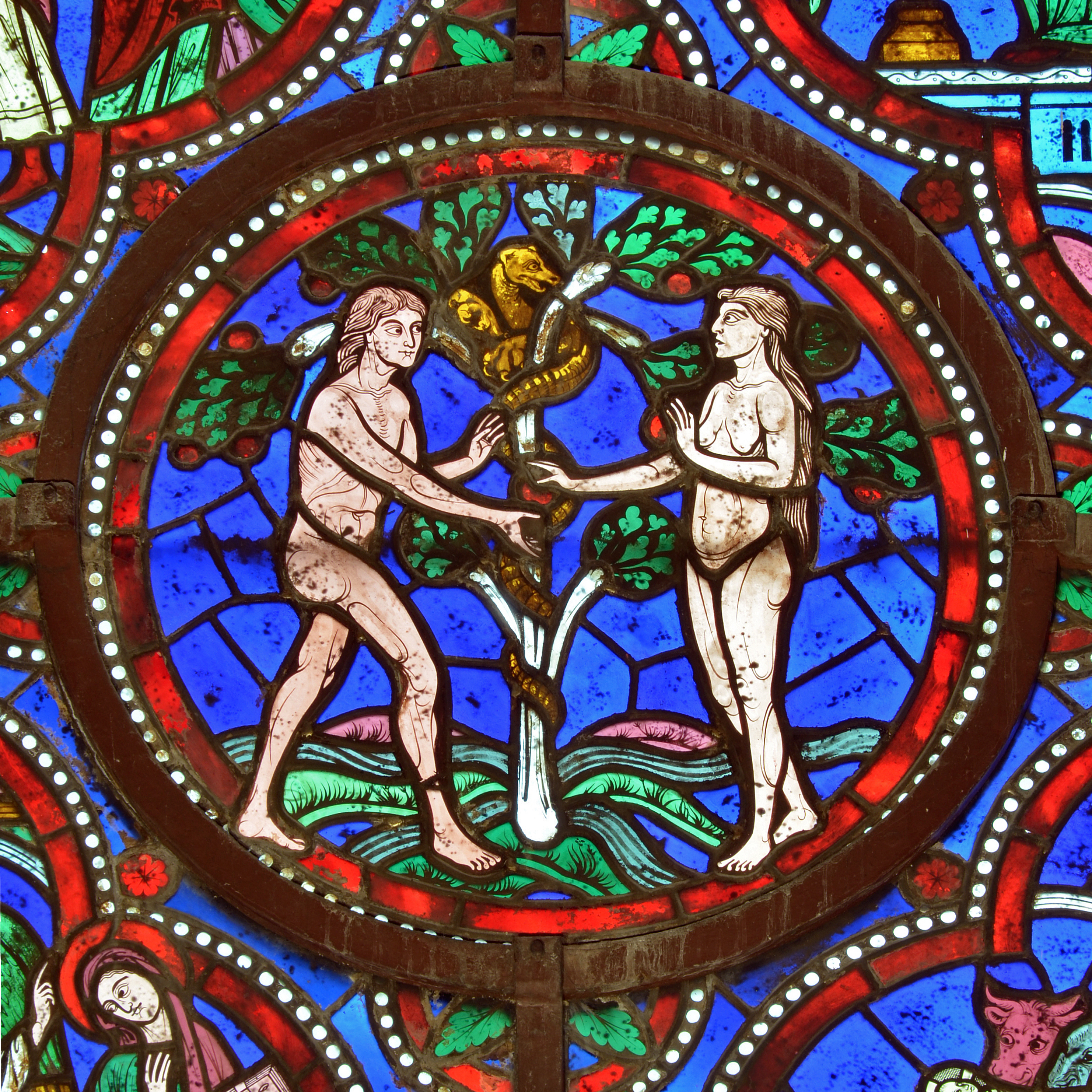
Detalle de una vidriera (siglo XII) en la catedral de Le Mans - Saint-Julien, Francia
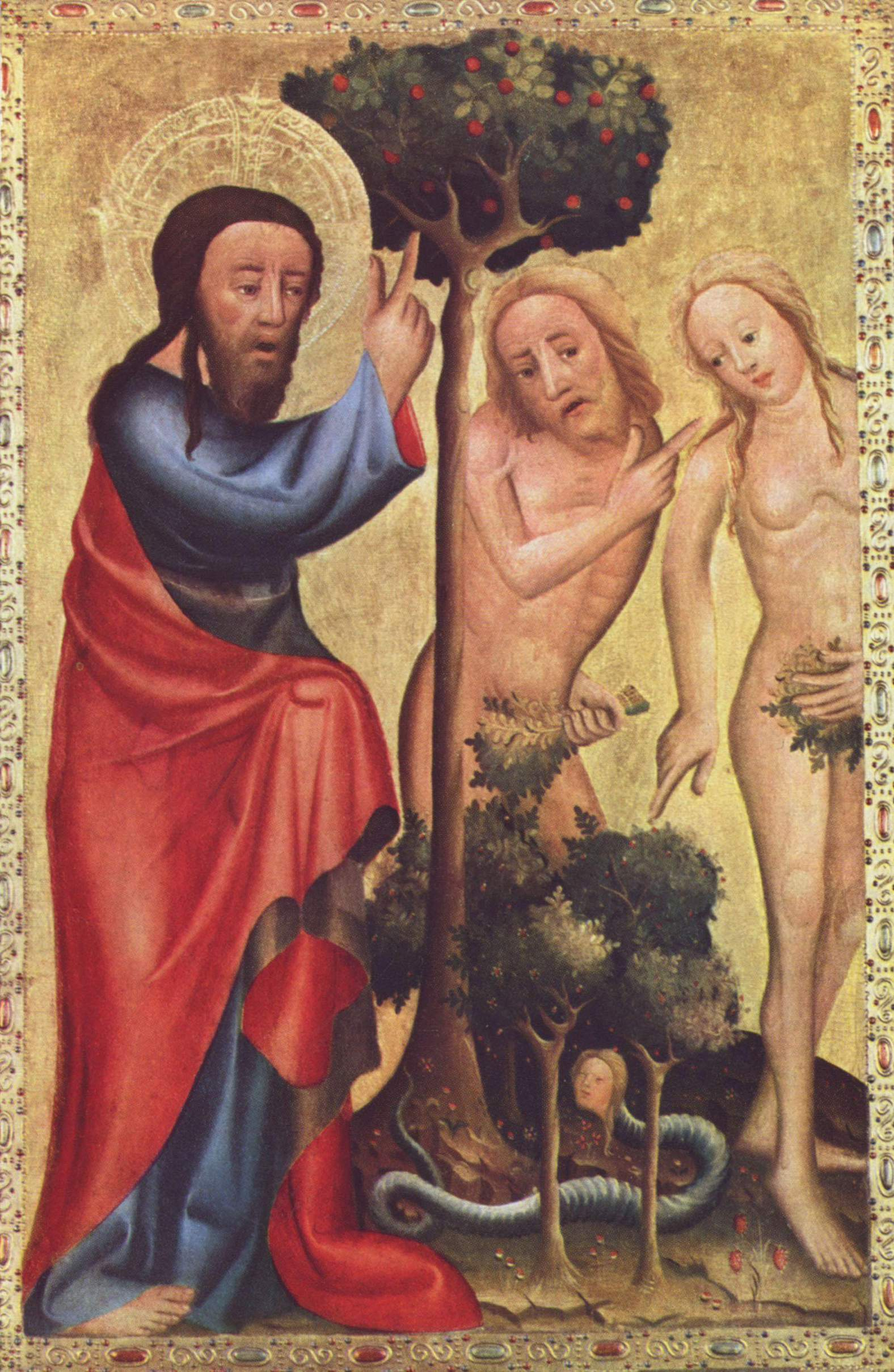
Representación de la Caída en la Kunsthalle Hamburg, por Maestro Bertram, 1375-1383
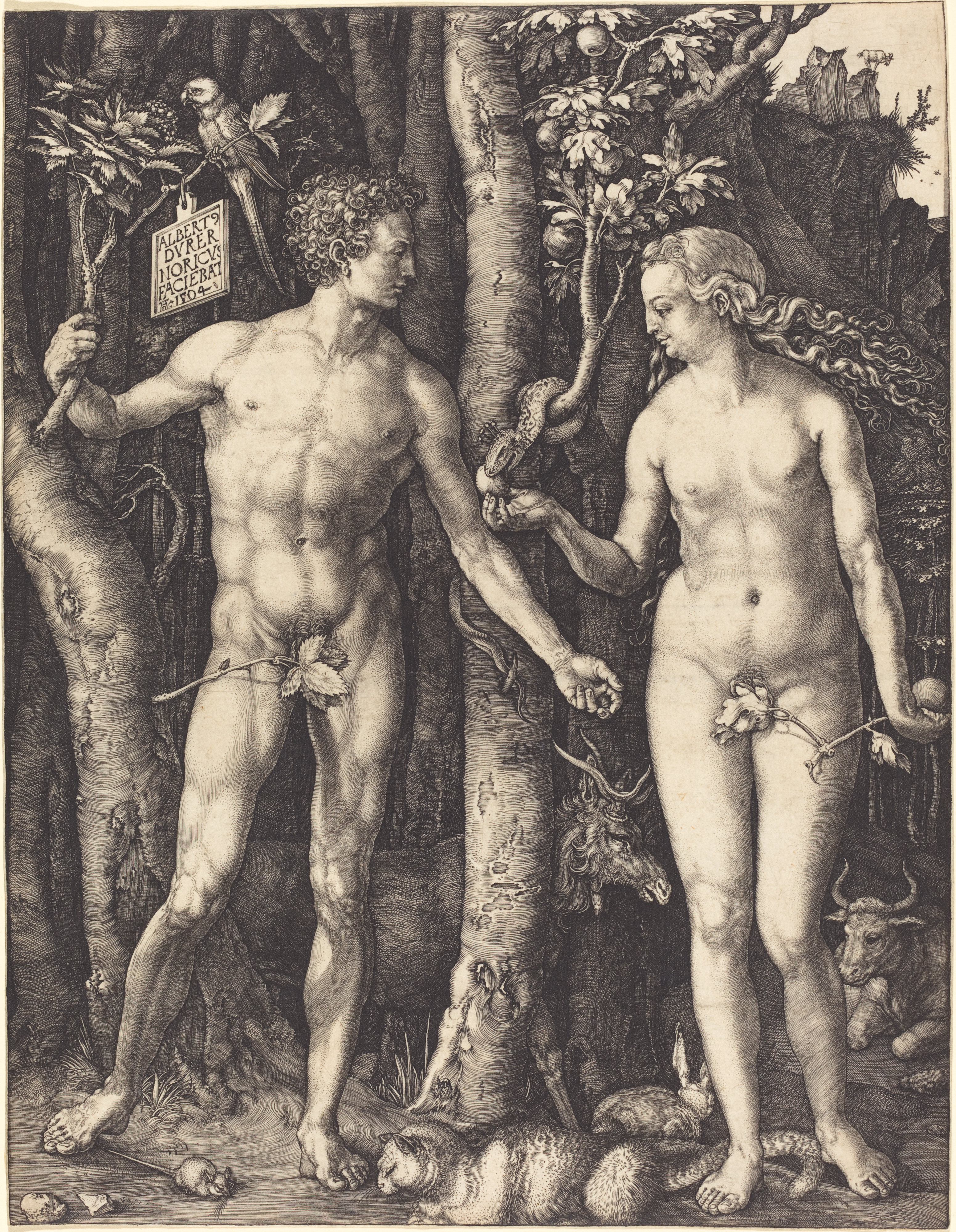
Adán y Eva, grabado por Albrecht Dürer, 1504 (Galería Nacional de Arte)
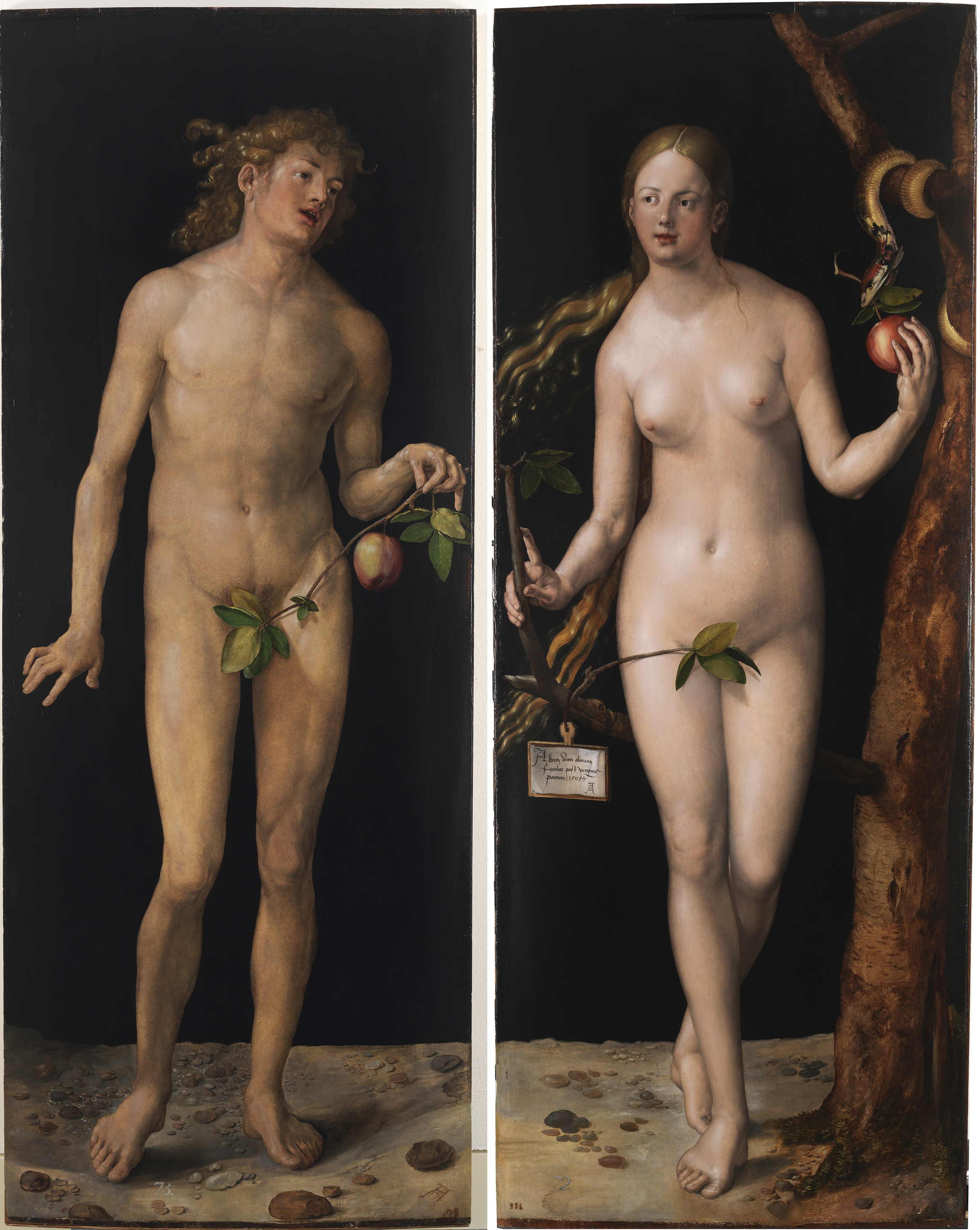
Adán y Eva por Albrecht Dürer, 1507
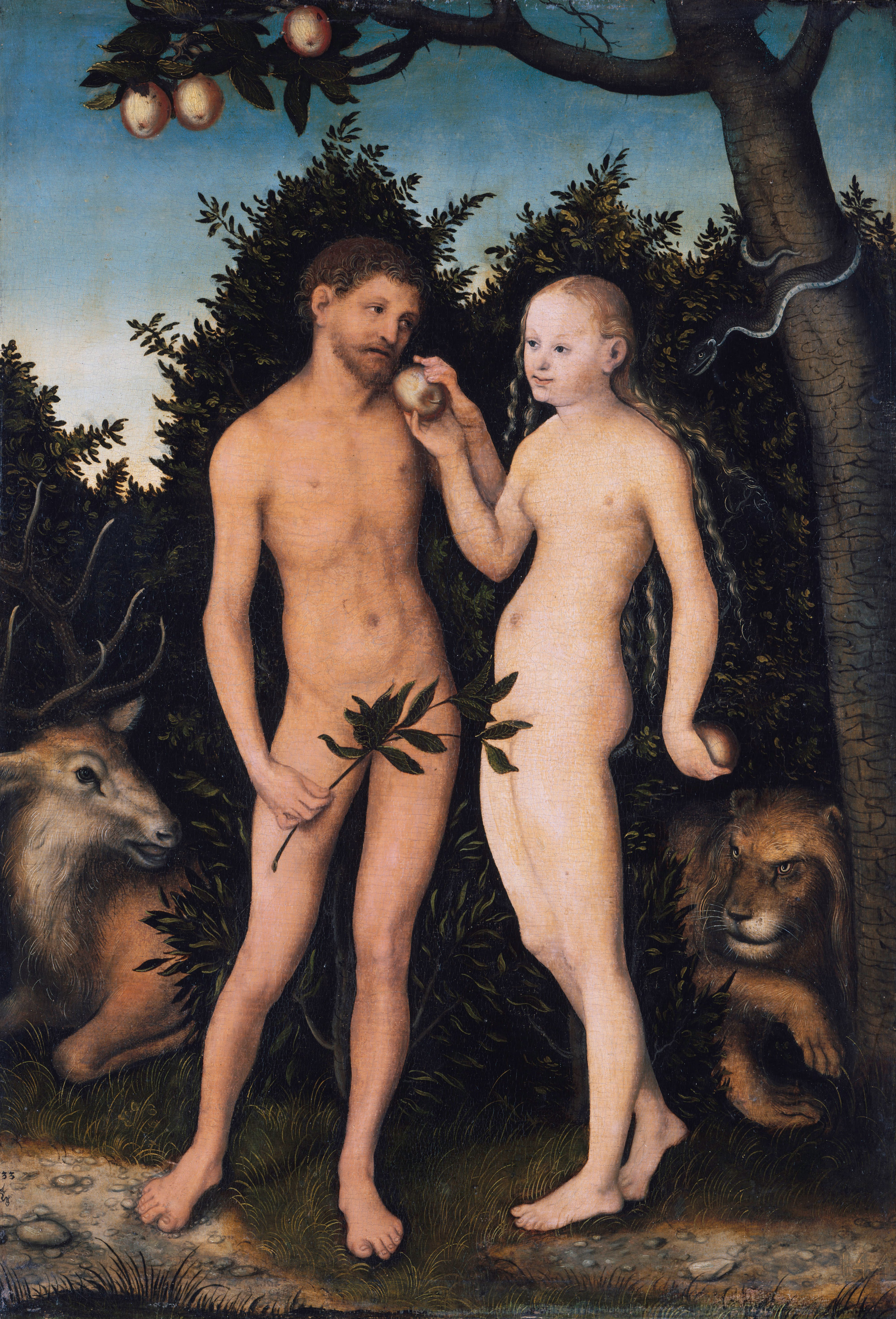
Adán y Eva en el paraíso (La Caída), Eva entrega a Adán la fruta prohibida, por Lucas Cranach el Viejo, 1533
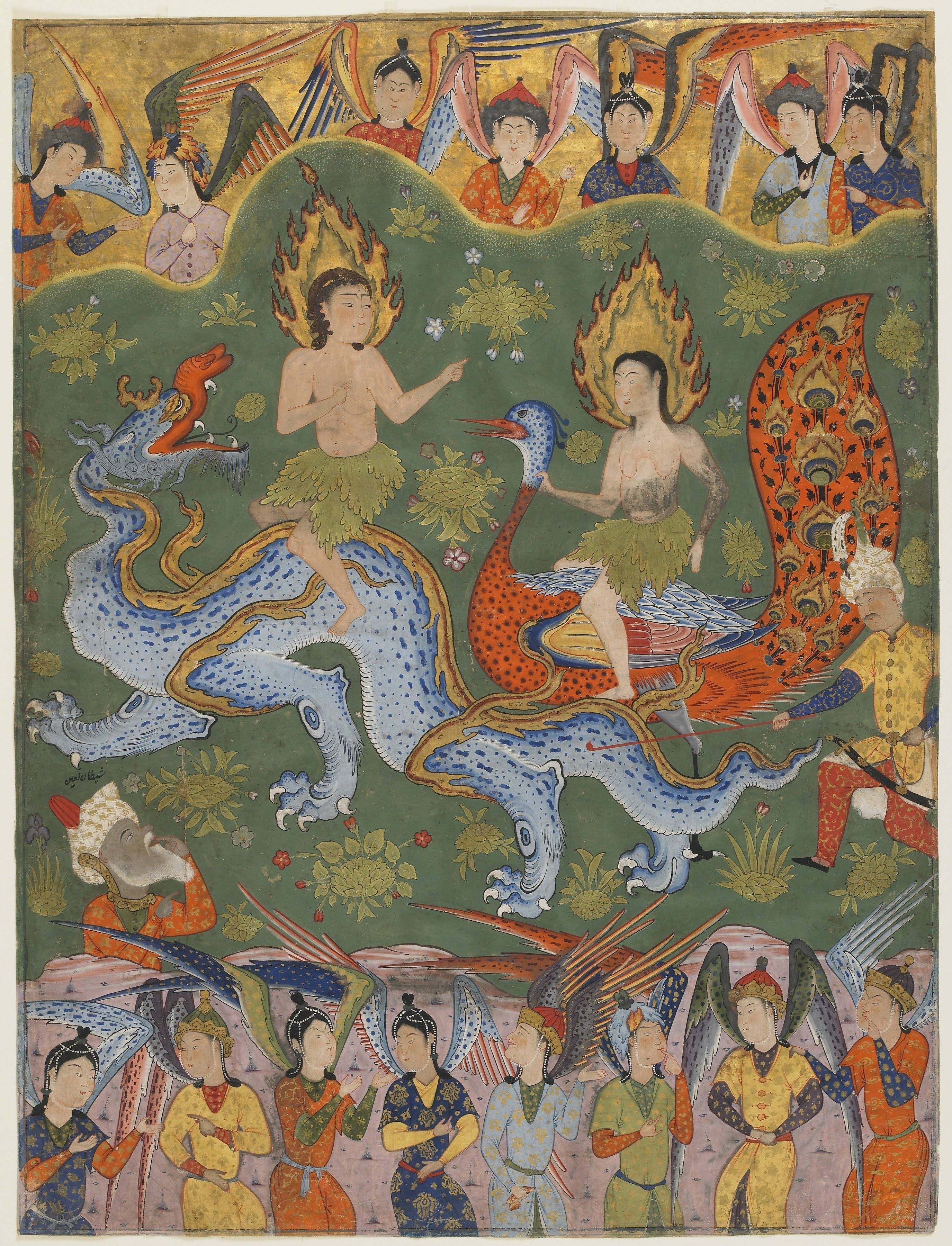
Adán y Eva de una copia del Falnama (Libro de los presagios) atribuida a Ja'far al-Sadiq, c. 1550, dinastía safávida, Irán
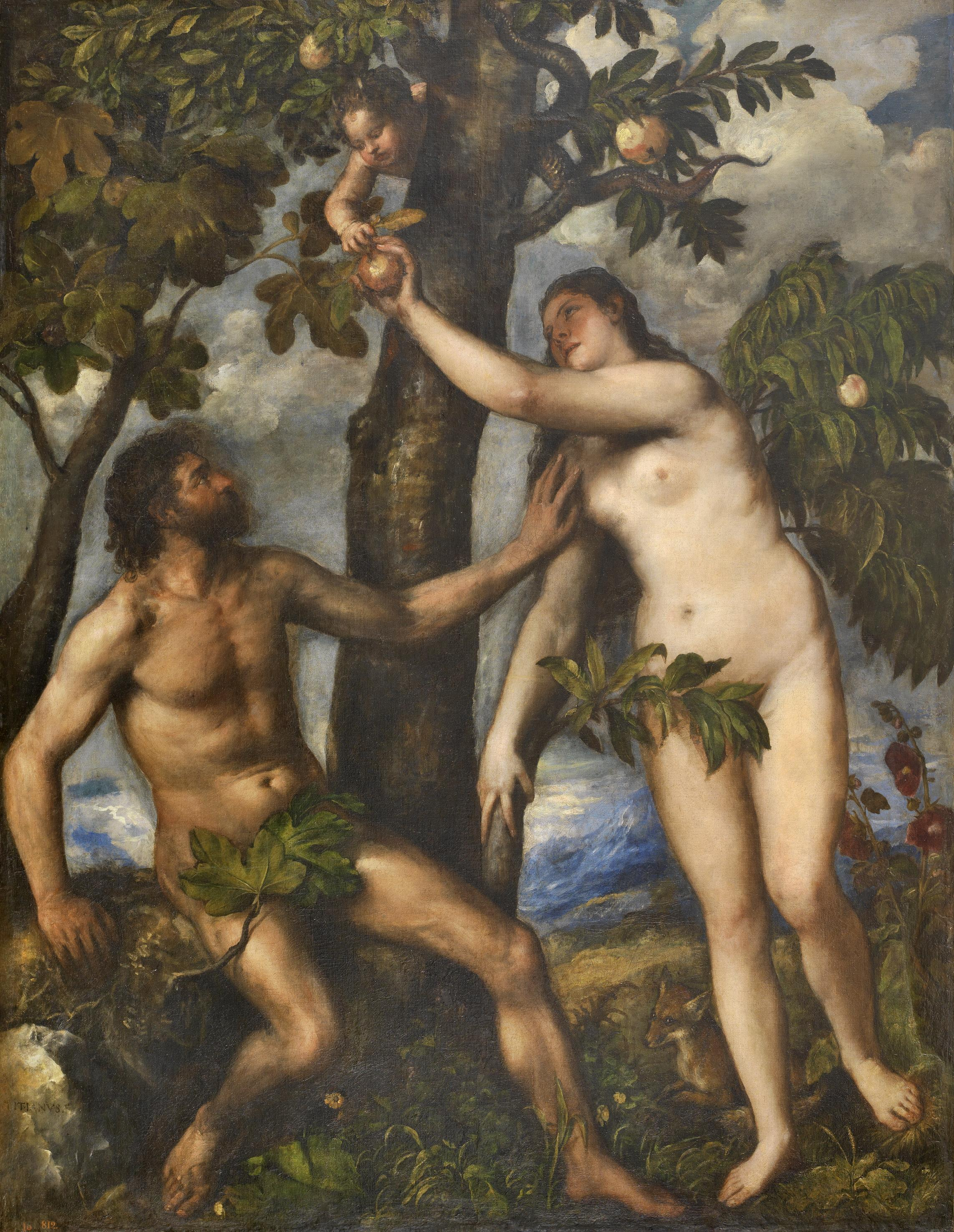
Adán y Eva por Tiziano, c. 1550
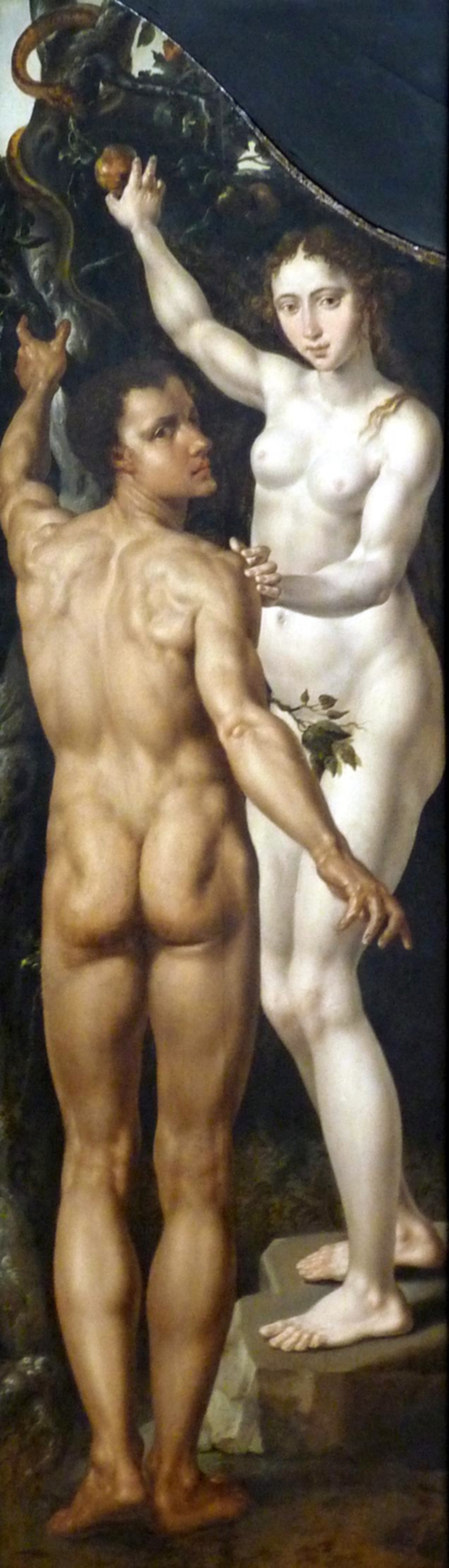
Adán y Eva por Maarten van Heemskerck, 1550
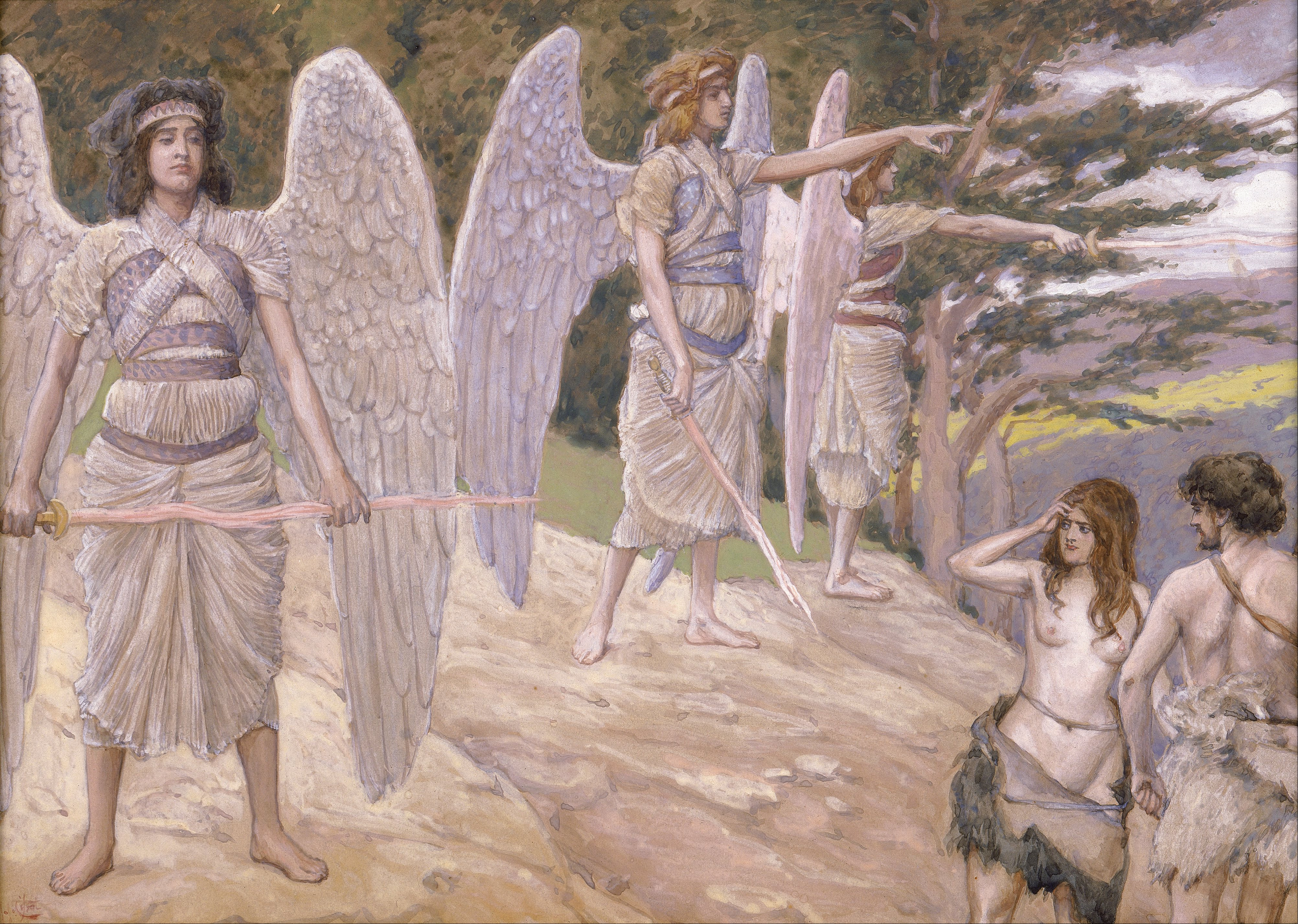
Adán y Eva expulsados del Paraíso por James Tissot, c. 1896-1902
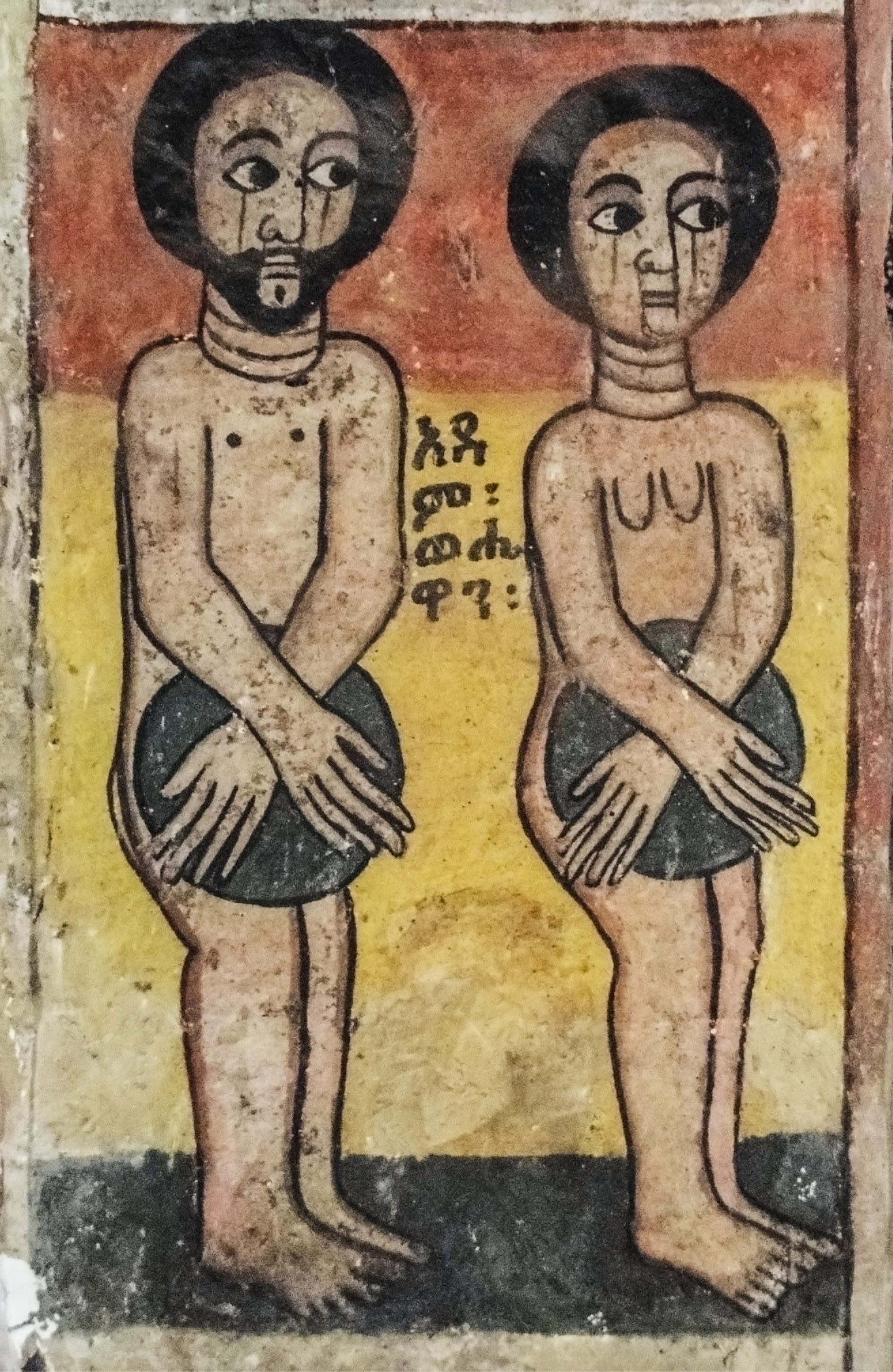
Adán y Eva representados en un mural en la iglesia de Abreha wa Atsbeha, Etiopía
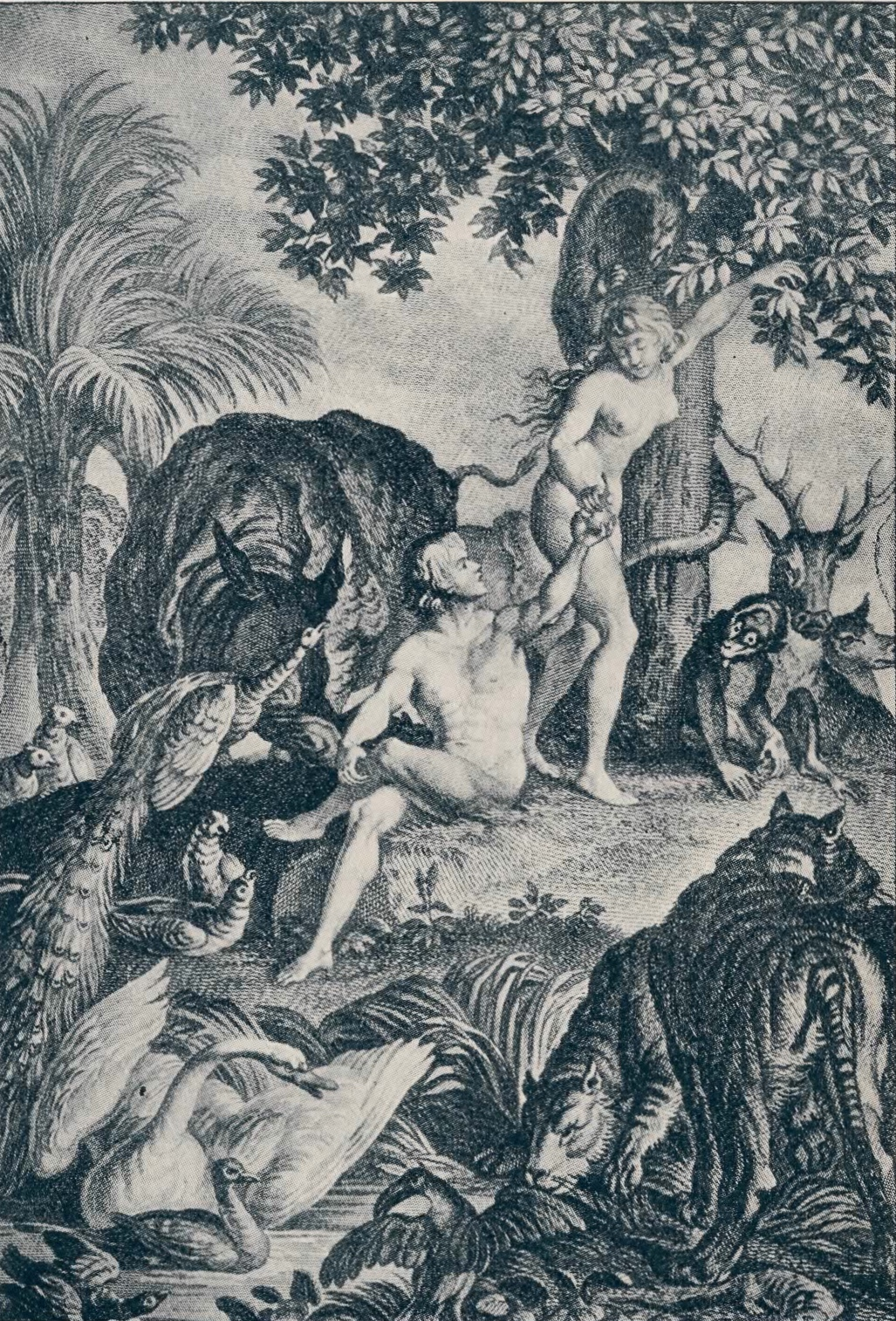
Ilustración de 1896 de Eva entregando la fruta prohibida a Adán
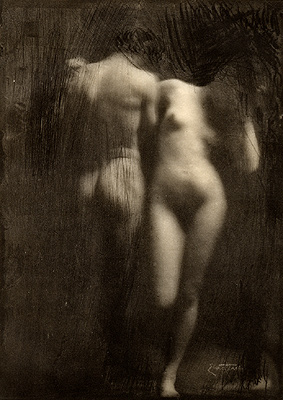
Adán y Eva por Frank Eugene, tomada en 1898, publicada en Camera Work no. 30, 1910
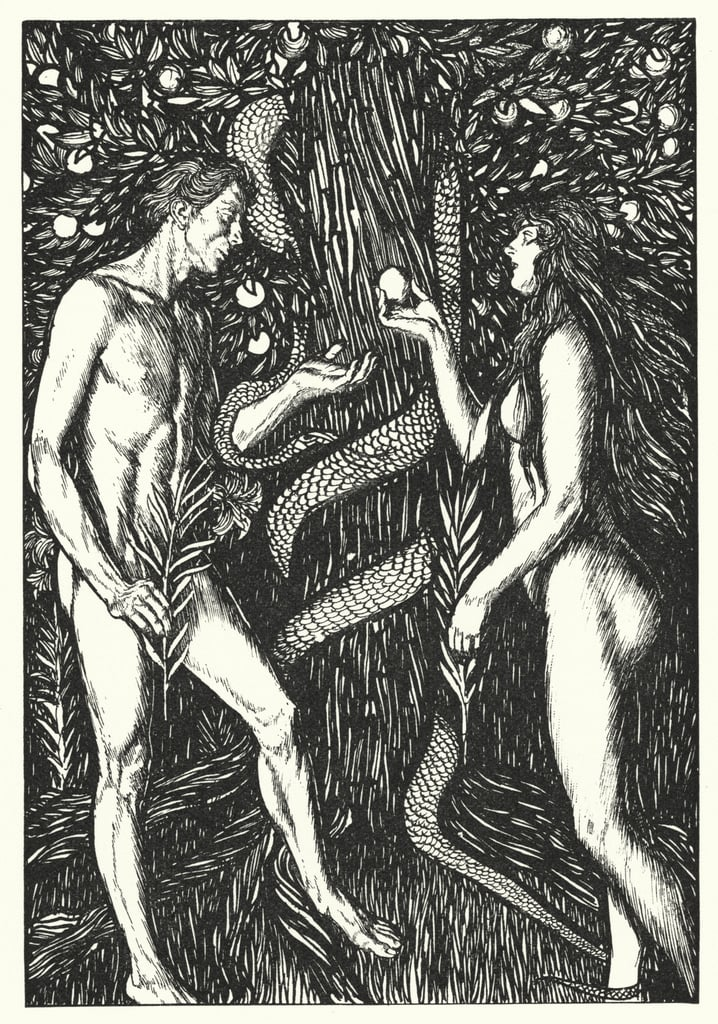
"El viejo Adán y Eva" por E. J. Sullivan, 1898, para Sartor Resartus por Thomas Carlyle
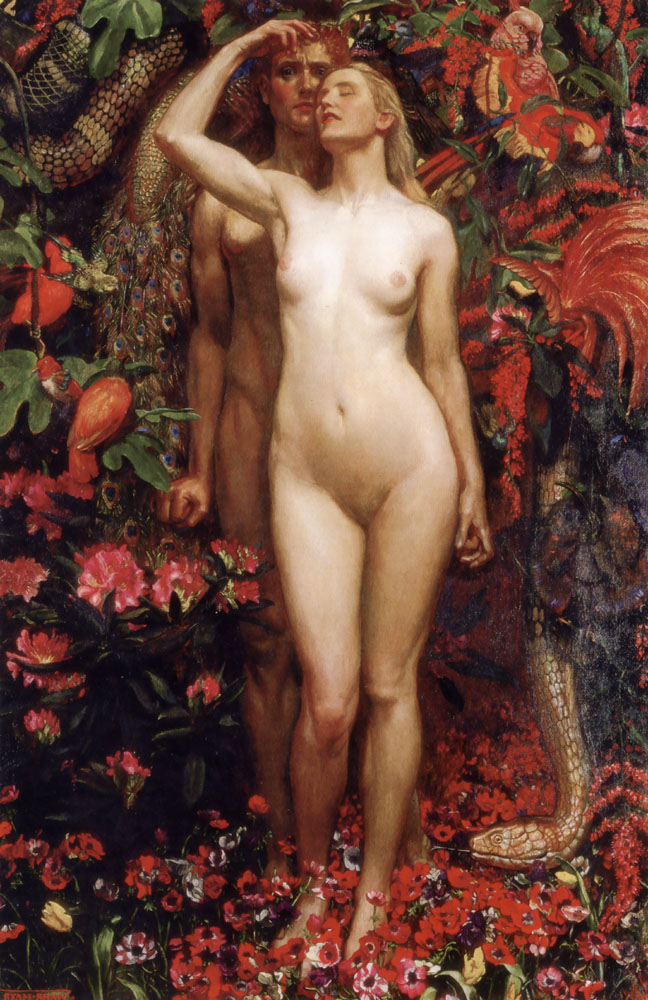
La mujer, el hombre y la serpiente por Byam Shaw,
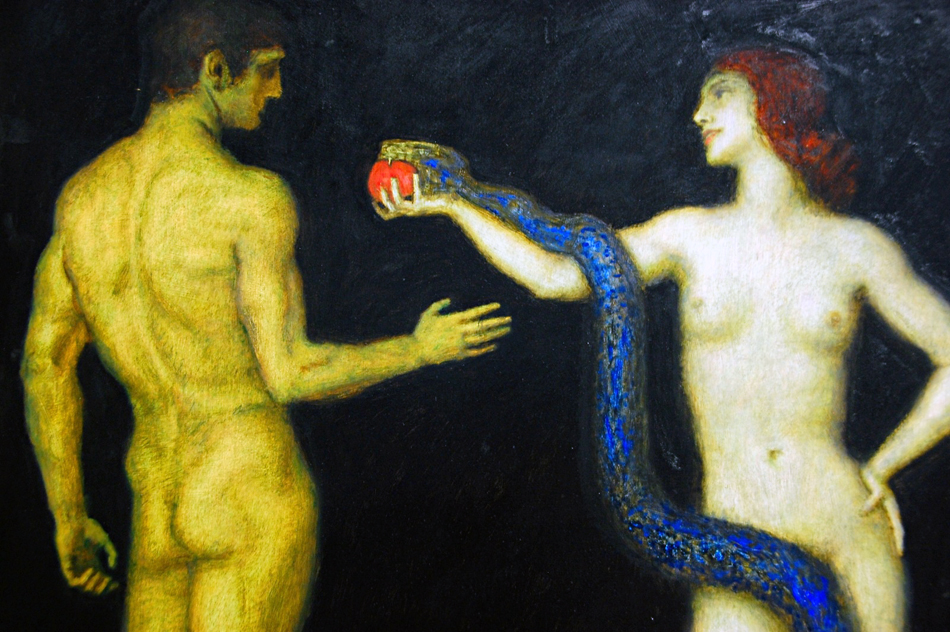
Adán y Eva por Franz Stuck, 1920

## En el cine y televisión
Cine
- 1918 - Restitution /The Conquering Christ /God's To-Morrow /By Super Strategy (EUA)[89]
- 1920 - La Sacra Bibbia (Italia)[90]
- 1926 - Le berceau de dieu (Francia)[91]
- 1936 - The Green Pastures /Los verdes prados (EUA)[92]
- 1956 - Adán y Eva (México)[93]
- 1960 - The Private Lives of Adam and Eve /La vida íntima de Adán y Eva (EUA)[94]
- 1966 - La Biblia (EUA)
- 1967 - El Pecado de Adán y Eva (México)[95]
- 1983 - Adán y Eva, la primera historia de amor (Italia, España)[96]
- 1984 - La Biblia en pasta (España)[97]
- 1994 - Genesi: La creazione e il diluvio /La Biblia: Génesis (Italia, Alemania)[98]
- 2003 - The Real Old Testament (EUA)[99]
- 2007 - L'Animateur - The Animator - Der Trickzeichner (Australia) [Cortometraje Animación][100]
- 2008 - Génesis (España) [Cortometraje][101]
- 2011 - Eden le film (Francia) [Cortometraje Animación][102]
- 2012 - The Bible... in the Beginning (Canadá) [Cortometraje][103]
- 2016 - Genesis (EUA)[104]
- 2017 - Mother! (Alemania)

Televisión
Películas para TV:
- 1998 - Greatest Heroes and Legends of the Bible /Grandes Héroes y Leyendas de la Biblia (EUA) [Video Animación][105]
- 2005 - The Animated Kid's Bible (Australia) [TV-Movie Mediometraje Animación][106]

Series de TV:
- 1988 - La más grandiosa de las aventuras: pasajes de la Biblia, episodio La creación.
- 1993-1995 - Bible Ki Kahaniyan (India) [TV-Serie][107][108]
- 1994-1998 - Mysteries of the Bible /Misterios de la biblia (EUA) [TV-Serie Documental][109]
- 1996 - Testament: The Bible in Animation (Reino Unido) [TV-Serie Animación][110]
- 1997 - Seisho Monogatari, En el Principio: Historias de la Biblia, episodios de Adán y Eva.
- 2000 - In the Beginning /En el comienzo (EUA) [TV-Serie][111]
- 2013 - The Bible /La Biblia (EUA, Reino Unido) [TV-Serie Documental][112]

## En la literatura
Una de las referencias más importantes de Adán y Eva en la literatura universal, fue plasmada en el libro "El paraíso perdido" escrito por John Milton, el cual se basa únicamente en su objeto central del libro del Génesis; sin embargo, la narrativa expuesta, extiende los acontecimientos que originalmente delimitan la historia escrita en el Biblia, incluyendo otros personajes angelicales que le dan a Adán una explicación de como fue creado y cuales fueron los motivos de su creación.
- Ascenso y caída de Adán y Eva de Stephen Greenblatt hace un recorrido sobre cómo el mito de Adán y Eva ha estado presente en la historia de la Humanidad y el modo en que ha influido en su cultura.[114]
- Apócrifos del Antiguo Testamento:[115] Algunos textos apócrifos, como el Libro de Adán y el Libro de Eva, ofrecen versiones alternativas y expansiones de la historia de Adán y Eva. Estos textos no forman parte del canon oficial de la Biblia, pero han sido objeto de estudio e interés por parte de eruditos religiosos.[116][117]
- Literatura Rabínica: En la tradición judía, hay varios midrashim (comentarios y exégesis) que amplían y reinterpretan la historia de Adán y Eva. Estos relatos a menudo exploran temas como el libre albedrío, la tentación y las consecuencias del pecado original.[118][119][120][121][122]
- Literatura Patrística: Los padres de la iglesia, como San Agustín, Orígenes y San Ireneo, discutieron y comentaron sobre la historia de Adán y Eva en sus escritos teológicos y exegéticos. Sus interpretaciones influyeron en gran medida en la teología cristiana posterior.[123]
- Paraíso perdido (Paradise Lost) de John Milton: Publicado en 1667, este poema épico inglés presenta una versión elaborada de la historia de la creación, la caída de Lucifer y la expulsión de Adán y Eva del Edén. Milton examina temas como el pecado, la redención y el destino humano.[124]
- El jardín de los senderos que se bifurcan de Jorge Luis Borges: En este cuento del escritor argentino Jorge Luis Borges, se hace referencia indirecta a la historia de Adán y Eva. Borges utiliza la metáfora del jardín como un laberinto de posibilidades infinitas para explorar temas como el tiempo, la realidad y el libre albedrío.[125]
- El Festín de Babette (Babette's Feast) de Isak Dinesen: Esta historia corta danesa, que también fue adaptada al cine, presenta simbolismo religioso y alusiones bíblicas, incluida una referencia sutil a la historia de Adán y Eva a través de la comida y la redención.[126]

## Nota
1. ↑  En este caso, "mito" no significa una historia falsa, sino más bien una historia tradicional que encarna una creencia sobre algún hecho o fenómeno de la experiencia, y en la cual a menudo se personifican las fuerzas de la naturaleza y del alma; una narrativa sagrada sobre un dios, un héroe, el origen del mundo o de un pueblo, etc.